# Geschichte der Straßenbahn in Berlin
Die Geschichte der Straßenbahn in Berlin beginnt 1865 mit der Eröffnung einer Pferdebahn vom Brandenburger Tor nach Charlottenburg. 1881 fuhr in Groß-Lichterfelde (seit 1920 ein Ortsteil von Berlin) die erste elektrische Straßenbahn der Welt. Bis Anfang des 20. Jahrhunderts wurde das Netz auf elektrischen Betrieb umgestellt. Um 1930 hatte es eine Streckenlänge von mehr als 630 Kilometern und es wurden über 90 Linien betrieben. 1929 fusionierten alle Verkehrsunternehmen zur BVG. Mit der Teilung der Stadt nach dem Zweiten Weltkrieg entstanden aus der BVG am 1. August 1949 ein westlicher und ein östlicher Betrieb, die sich im Jahr 1992 wiedervereinigten. Bis 1967 wurden alle Straßenbahnlinien in West-Berlin stillgelegt. Mit Ausnahme von drei nach der Wiedervereinigung gebauten Strecken verkehrt die Berliner Straßenbahn im 21. Jahrhundert daher ausschließlich im Ostteil der Stadt.

## Von den Anfängen bis zur BVG

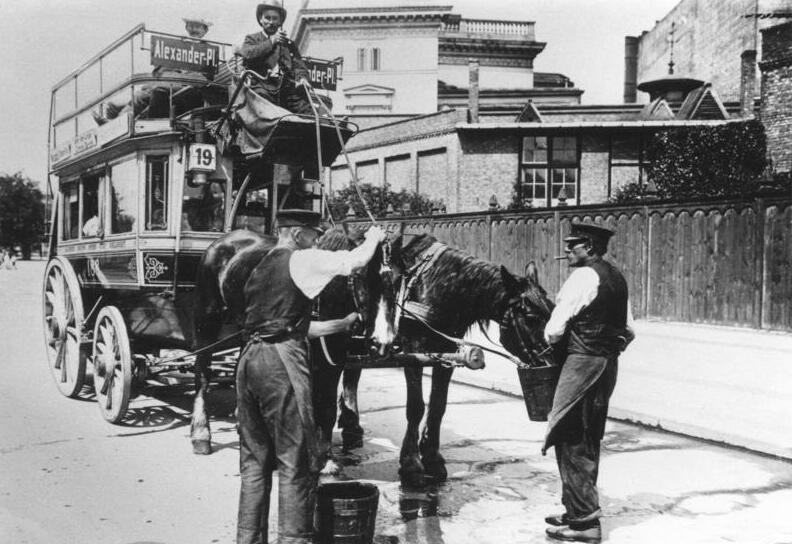
Berliner Pferdeomnibus

### Pferdeomnibusse
Der öffentliche Personennahverkehr Berlins ist der älteste in Deutschland. Schon ab 1825 fuhren die Pferdeomnibusse Simon Kremsers vom Brandenburger Tor nach Charlottenburg, später auch von anderen Toren ins damalige Umland. Die erste Omnibuslinie innerhalb der Berliner Zollmauer wurde ab 1840 vom Kommerzienrat Israel Moses Henoch, schon seit 1815 Droschkenunternehmer, mit drei Omnibussen zwischen Alexanderplatz und Potsdamer Bahnhof betrieben, aber noch ohne festen Fahrplan. Im Jahr 1847 begann die Concessionierte Berliner Omnibus Compagnie mit der Einrichtung von fünf Linien und festen Fahrplänen. 1864 gab es 36 Omnibusbetriebe in Berlin.

### Pferdestraßenbahnen
Am 22. Juni 1865 begann das Zeitalter der Straßenbahn in Deutschland. Die Berliner Pferde-Eisenbahn-Gesellschaft E. Besckow nahm den Betrieb auf. Die erste Linie führte vom Brandenburger Tor über die Berliner Straße (heute die Achse Straße des 17. Juni, Otto-Suhr-Allee) nach Charlottenburg zum damaligen Pferdebahnhof an der Kreuzung des Spandauer Damms mit der Sophie-Charlotten-Straße. Sie wurde am 28. August über die Dorotheenstraße zum Kupfergraben an der Museumsinsel verlängert. Die Endstelle ist bis heute in Betrieb. 
Wie zuvor beim Pferdebus folgten weitere Unternehmer der neuen Entwicklung und bauten in allen Teilen des Stadtgebiets Pferdebahnstrecken. 1873 eröffnete eine Strecke vom Rosenthaler Platz zum Gesundbrunnen, Betreiberin war die neu gegründete Große Berliner Pferde-Eisenbahn, die später unter dem Namen Große Berliner Straßenbahn (GBS) zum dominierenden Verkehrsunternehmen Berlins wurde.

### Die Elektrische
Am 16. Mai 1881 eröffnete Werner von Siemens in der damaligen Gemeinde Groß-Lichterfelde, erst 39 Jahre später ein Teil des Berliner Bezirks Steglitz, die erste elektrische Straßenbahn der Welt. Siemens bezeichnete sie als „von den Säulen und Trägern genommene Hochbahn“, denn sein eigentliches Ziel war der Bau eines elektrischen Hochbahnnetzes in Berlin. Um die zögernden politischen Entscheidungsträger von den Vorteilen des elektrischen Antriebs zu überzeugen, wählte Siemens die ehemalige Materialbahn in Lichterfelde als Demonstrationsobjekt. Da die Bedenken des Berliner Magistrats nicht ausgeräumt wurden, konnte Siemens die erste Berliner Hochbahnstrecke erst 21 Jahre später in Betrieb nehmen.
Die elektrische Straßenbahn in Lichterfelde erhielt ihren Fahrstrom über die Gleise, sodass die Strecke aus Sicherheitsgründen eingezäunt werden musste. Die meterspurige Strecke verlief vom Bahnhof Lichterfelde zur Preußischen Hauptkadettenanstalt in der Finckensteinallee. Eine Fahrt kostete mehr als ein damaliger Durchschnittsstundenlohn.
Im Folgejahr, am 1. Mai 1882, begann zunächst noch versuchsweise der elektrische Betrieb auf einer vorhandenen Pferdebahnstrecke in Charlottenburg, hier mit einer zweipoligen Oberleitung. Neben technischen Problemen gab es auch Vorbehalte der Berliner Stadtverwaltung (und des Kaisers) gegen Oberleitungen. Darum wurden auch Akkumulatoren als Stromquelle benutzt, 1886 versuchsweise in Charlottenburg zwischen Pferdebahnhof und Lützowplatz, längerfristig ab 1895 von Charlottenburg bis zum Brandenburger Tor ab 1897 sogar bis zum Kupfergraben.
Die Berliner Pferde-Eisenbahn schloss 1893 einen Vertrag mit Siemens & Halske betreffend die Elektrifizierung ihres Streckennetzes in Berlin und Charlottenburg ab. Im gleichen Jahr trat Siemens & Halske mit der Gemeinde Pankow in Verhandlungen, um eine weitere elektrische Bahn in Angriff nehmen zu können. Diese Bahn ging am 10. September 1895 zwischen der Prinzenallee Ecke Badstraße in Gesundbrunnen und der Breiten Straße in Pankow in Betrieb und war die erste elektrische Straßenbahn innerhalb der damaligen Stadtgrenzen Berlins.
Die GBS eröffnete ihre erste „Elektrische“ am 1. Mai 1896; die Strecke führte von der Innenstadt zum Gelände der Gewerbeausstellung in der Gemeinde Treptow. 1899 erhielt auch die bisher mit Akkumulatorwagen betriebene Linie eine Oberleitung. 1901 wurde die Ausstattung aller Linien mit Oberleitung abgeschlossen. Am 21. August 1902 wurde die letzte innerstädtische Pferdebahnlinie auf elektrischen Betrieb umgestellt, im selben Jahr endete auch der Einsatz von Akkutriebwagen.
Die Umstellung auf den reinen elektrischen Fahrbetrieb führte jedoch dazu, dass zahlreiche Zugpferde nicht mehr gebraucht wurden. Sie kamen schrittweise bei Auktionen an neue Eigentümer.

### Tunnel
Ab dem 18. Dezember 1899 konnte man in Berlin bereits vor Eröffnung der U-Bahn unterirdisch Bahn fahren: Der zur Gewerbeausstellung 1896 gezeigte, 450 Meter lange Spreetunnel zwischen Treptow und Stralau wurde der Straßenbahn übergeben. Der Tunnel wies Baumängel auf und musste am 15. Februar 1932 stillgelegt werden. Nachdem er im Krieg durch einen Bombentreffer schwer beschädigt und von Spreewasser geflutet worden war, wurde er nach 1945 zugeschüttet. Die Straßenbahn besaß von 1916 bis 1951 einen zweiten Tunnel, den Lindentunnel, mit dem die Prachtstraße Unter den Linden unterirdisch gekreuzt wurde – Kaiser Wilhelm II. wollte den Boulevard nicht durch die Oberleitungen einer elektrischen Straßenbahn verunstaltet sehen.

### Straßenbahngesellschaften
Die Unternehmensgeschichte der Berliner Straßenbahn ist kompliziert. Neben privaten Unternehmen, die durch Übernahmen, Fusionen und Konkurse häufig wechselten, besaßen die Stadt- und Landgemeinden Berlin, Spandau, Cöpenick, Rixdorf/Neukölln, Steglitz, Mariendorf, Britz, Niederschönhausen, Friedrichshagen, Heiligensee und Französisch Buchholz sowie der Kreis Teltow zumindest zeitweise eigene kommunale Straßenbahnbetriebe.
Die wichtigste private Betreiberin war die Große Berliner Pferde-Eisenbahn, die sich nach Beginn der Elektrifizierung Große Berliner Straßenbahn (GBS) nannte und nach und nach fast alle anderen Unternehmen aufkaufte. Am 13. Dezember 1920 fusionierte die GBS mit den Unternehmen BESTAG und SSB zur Berliner Straßenbahn. Parallel zu diesem Zusammenschluss einigten sich die verbleibenden Gesellschaften im Verlauf der 1920er Jahre auf einheitliche Beförderungstarife.
| Eröffnung  | Betreibergesellschaft | Betreibergesellschaft | Spurweite (in mm) | übernommen am | übernommen durch | Besonderheiten |
| ---------- | --------------------- | --- | ----------------- | ------------- | ---------------- | --- |
| 22.06.1865 | BPfE                  | Berliner Pferde-Eisenbahn | 1435              | 26.09.1894    | BCS              | erste Pferdebahn in Deutschland, Versuche mit Dampfbetrieb und Akkutriebwagen |
| 01.11.1871 |                       | Westend-Terrain-Gesellschaft H. Quistorp & Co.                                                                                 | 1435              | 1878          | BPfE             | Betriebsführung durch BPfE |
| 08.07.1873 | GBPfE                 | Große Berliner Pferde-Eisenbahn                                                                                                | 1435              | 25.01.1898    | GBS              | Versuche mit Dampfbetrieb und Akkutriebwagen |
| 01.01.1877 | NBPf                  | Neue Berliner Pferdebahn-Gesellschaft                                                                                          | 1435              | 01.01.1900    | GBS              | |
| 01.04.1879 | GIPfEG                | Große Internationale Pferde-Eisenbahn-Gesellschaft                                                                             | 1435              | 1886          | GBPfE            | Betriebsführung durch GBPfE |
| 16.05.1881 |                       | Elektrische Eisenbahn in Groß-Lichterfelde                                                                                     | 1000              | März 1895     | ESGL             | erste elektrische Straßenbahn der Welt, anfangs Stromzufuhr über die Schienen, 1890/93 Umstellung auf Oberleitung                                                                                         |
| 04.06.1881 |                       | Pferdebahn Tegeler Chaussee – Tegel                                                                                            | 1435              | 1881          | GBPfE            | Betriebsführung durch GBPfE |
| 18.10.1882 | CPfE                  | Cöpenicker Pferde-Eisenbahn | 1435              | 11.08.1903    | SSC              | |
| 13.06.1885 |                       | Pferde-Eisenbahn der Gemeinde Rixdorf                                                                                          | 1435              | 01.01.1887    | GBPfE            | Betriebsführung durch GBPfE |
| 05.05.1886 |                       | Berliner Dampfstraßenbahn (Davy, Donath & Co.)                                                                                 | 1435              | 1888          | BDK              | |
| 06.08.1887 |                       | Pferde-Eisenbahn der Gemeinde Mariendorf                                                                                       | 1435              | 01.01.1888    | GBPfE            | Betriebsführung durch GBPfE |
| 18.05.1888 | WSD                   | Wilmersdorf-Schmargendorfer Dampfstraßenbahn Reymer & Masch                                                                    | 1435              | 22.12.1888    | BDK              | |
| 01.07.1888 |                       | Dampfstraßenbahn Groß-Lichterfelde – Seehof – Teltow                                                                           | 1435              | 31.05.1891    | DLSTS            | |
| 1888       | BDK                   | Berliner Dampfstraßenbahn-Konsortium                                                                                           | 1435              | 01.10.1898    | WBV              | betrieb auch Pferdebahnen |
| 17.05.1891 |                       | Friedrichshagener Straßenbahn                                                                                                  | 1000              | 16.12.1906    | SSC              | im Winter Pferdebetrieb, 1894 durch die Gemeinde übernommen, mit Übernahme durch die SSC elektrifiziert und auf Regelspur umgebaut                                                                        |
| 31.05.1891 | DLSTS                 | Dampfstraßenbahn Groß-Lichterfelde – Seehof – Teltow – Stahnsdorf                                                              | 1435              | 01.04.1906    | TKB              | |
| 01.08.1891 |                       | Pferde-Eisenbahn der Gemeinde Britz                                                                                            | 1435              | 01.08.1891    | GBPfE            | |
| 05.06.1892 |                       | Spandauer Straßenbahn Simmel, Matzky & Müller                                                                                  | 1000              | 17.03.1896    | SpS              | am 1. September 1894 Betriebsführung an die Allgemeine Deutsche Kleinbahn-Gesellschaft |
| 01.06.1892 |                       | Pferde-Eisenbahn der Gemeinde Niederschönhausen                                                                                | 1435              | 01.06.1892    | GBPfE            | |
| 26.09.1894 | BCS                   | Berlin-Charlottenburger Straßenbahn                                                                                            | 1435              | 15.05.1919    | GBS              | Versuche mit Akkutriebwagen, Abschluss der Elektrifizierung am 1. Oktober 1900, am 6. Mai 1902 Einführung von Liniennummern (N–Z)                                                                         |
| 04.03.1895 | ESGL                  | Elektrische Straßenbahn Groß-Lichterfelde–Lankwitz–Steglitz–Südende                                                            | 1000              | 01.04.1906    | TKB              | |
| 10.09.1895 |                       | Siemens & Halske | 1435              | 01.07.1899    | BESTAG           | |
| 18.03.1896 | SpS                   | Spandauer Straßenbahn | 1000/1435         | 08.12.1920    | GBS              | 1906/07 Umspurung auf 1435 mm |
| 25.01.1898 | GBS                   | Große Berliner Straßenbahn | 1435              | 13.12.1920    | BSt              | am 6. Mai 1902 Einführung von Liniennummern (1–199), Abschluss der Elektrifizierung am 15. Dezember 1902; am 20. September 1919 durch den Zweckverband Groß-Berlin erworben, auch Akkubetrieb             |
| 01.10.1898 | WBV                   | Westliche Berliner Vorortbahn                                                                                                  | 1435              | 15.05.1919    | GBS              | betrieb auch Pferdebahnen, Abschluss der Elektrifizierung am 19. Juni 1900, am 6. Mai 1902 Einführung von Liniennummern (A–M)                                                                             |
| 01.07.1899 | BESTAG                | Berliner Elektrische Straßenbahnen                                                                                             | 1435              | 13.12.1920    | BSt              | |
| 01.07.1899 | SBV                   | Südliche Berliner Vorortbahn                                                                                                   | 1435              | 15.05.1919    | GBS              | am 6. Mai 1902 Einführung von Liniennummern (I–V) |
| 21.10.1899 |                       | Straßenbahn Berlin–Hohenschönhausen                                                                                            | 1435              | 10.12.1906    | NBSNO            | |
| 18.12.1899 | BO                    | Berliner Ostbahnen | 1435              | 01.08.1920    | GBS              | betrieb den Spreetunnel |
| 01.10.1901 | Flb                   | Flachbahn der Gesellschaft für elektrische Hoch- und Untergrundbahnen in Berlin (Straßenbahn Warschauer Brücke–Zentralviehhof) | 1435              | 01.04.1928    | BSBG             | am 1. Januar 1910 Verkauf der Strecke an die SSB, dafür Bau einer neuen von der Warschauer Brücke zur Scharnweber- /Gürtelstraße, später zum Wagnerplatz (heute Roedeliusplatz) in Lichtenberg verlängert |
| 11.08.1903 | SSC                   | Städtische Straßenbahn Cöpenick                                                                                                | 1435              | 08.12.1920    | GBS              | |
| Juli 1904  |                       | Pferdebahn der Gemeinde Französisch-Buchholz                                                                                   | 1435              | 19.12.1907    | BESTAG           | mit Übernahme durch die BESTAG erfolgte die Elektrifizierung |
| 03.12.1905 | GWB                   | Straßenbahn der Gemeinde Steglitz                                                                                              | 1435              | 16.04.1921    | BSt              | |
| 01.04.1906 | TKB                   | Teltower Kreisbahnen | 1000/1435         | 16.04.1921    | BSt              | Dampfbahn der DLSTS wurde erst am 30. März 1907 elektrifiziert |
| 10.12.1906 | NBSBO                 | Neue Berliner Straßenbahnen Nordost                                                                                            | 1435              | 03.05.1910    | NöBV             | |
| 01.07.1908 | SSB                   | Städtische Straßenbahnen Berlin                                                                                                | 1435              | 13.12.1920    | BSt              | |
| 30.09.1908 | SpN                   | Elektrische Straßenbahn Spandau–Nonnendamm                                                                                     | 1435              | 01.10.1914    | SpS              | durch Siemens & Halske gegründet |
| 03.05.1910 | NöBV                  | Nordöstliche Berliner Vorortbahn                                                                                               | 1435              | 15.05.1919    | GBS              | |
| 07.08.1910 |                       | Straßenbahn des Flugplatzes Johannisthal                                                                                       | 1435              | Oktober 1910  | stillgelegt      | letzte Pferdebahn auf dem Berliner Stadtgebiet |
| 09.03.1912 | SGU                   | Schmöckwitz–Grünauer Uferbahn                                                                                                  | 1435              | 01.03.1925    | BSBG             | Elektrifizierung am 25. Juli 1912 |
| 29.05.1913 | SGH                   | Straßenbahn der Gemeinde Heiligensee an der Havel                                                                              | 1435              | 03.12.1920    | GBS              | |
| 13.12.1920 | BSt                   | Berliner Straßenbahn | 1000/1435         | 10.09.1923    | BSBG             | 1000 mm-Strecken ex TKB |
| 08.01.1923 |                       | Spandau-West–Hennigsdorfer Kleinbahn                                                                                           | 1435              | 01.01.1929    | BVG              | Betriebsführung durch BSt, Elektrifizierung am 11. November 1929 |
| 10.09.1923 | BSBG                  | Berliner Straßenbahn-Betriebs-GmbH                                                                                             | 1000/1435         | 01.01.1929    | BVG              | 1000 mm-Strecken ex TKB |
| 01.01.1929 | BVG                   | Berliner Verkehrs-Aktiengesellschaft                                                                                           | 1000/1435         |               |                  | letzte meterspurige Linien am 15. Februar 1930 eingestellt (Linien 42 und 97) |
| 01.01.1938 | BVG                   | Berliner Verkehrs-Betriebe | 1435              |               |                  | Umwandlung in einen Kommunalbetrieb |

Die Tabelle enthält in chronologischer Reihenfolge alle Unternehmen, die vor der Gründung der BVG Straßenbahnstrecken in Berlin betrieben.
Die Hintergrundfarbe der jeweiligen Zeile markiert die Traktionsart, mit der die Gesellschaft ihren Betrieb aufnahm (blau = Pferdebahn, rot = Dampfbahn, weiß = elektrische Bahn, grün = benzolbetriebene Bahn).
Mit dem Wachsen der Region Berlin war die Koordinierung des Personennahverkehrs zwischen den einzelnen Gemeinden und Städten notwendig. Zum 1. April 1912 kam es daher per Gesetz zur Bildung des Zweckverbandes Groß-Berlin. Diesem gehörten neben Berlin die Städte Charlottenburg, Wilmersdorf, Schöneberg, Rixdorf (Neukölln), Lichtenberg und Spandau, sowie die Landkreise Teltow und Niederbarnim, an. Eine der Aufgaben wurde in der koordinierten Verkehrspolitik gesehen. Zum Zeitpunkt der Gründung des Zweckverbandes bestanden in diesem Raum folgende 15 Straßenbahnunternehmen:
- Private Unternehmen
  - GBS – Große Berliner Straßenbahn und ihre Tochterbetriebe
    - BCS – Berlin-Charlottenburger Straßenbahn
    - WBV – Westliche Berliner Vorortbahn
    - SBV – Südliche Berliner Vorortbahn
    - NÖBV – Nordöstliche Berliner Vorortbahn

  - BO – Berliner Ostbahnen
  - BESTAG – Berliner Elektrische Straßenbahnen AG
  - Flb – Flachbahn der Gesellschaft für elektrische Hoch- und Untergrundbahnen
- Kommunale Unternehmen
  - SSB – Städtische Straßenbahnen Berlin
  - SSC – Städtische Straßenbahn Cöpenick
  - SpS – Spandauer Straßenbahn
  - SpN – Elektrische Straßenbahn Spandau–Nonnendamm
  - SGU – Schmöckwitz–Grünauer Uferbahn
  - GWB – Straßenbahn der Gemeinde Steglitz
  - TKB – Teltower Kreisbahnen

Zum 1. Oktober 1920 wurde die Einheitsgemeinde Groß-Berlin gebildet. Bis zum Ende des Jahres wurden fast alle Straßenbahnbetriebe in diesem Raum weitgehend zusammengelegt. Lediglich die Teltower Kreisbahnen, deren Betriebssitz sich weiterhin im Kreis Teltow befand, wurden erst am 16. April 1921 durch die Berliner Straßenbahn übernommen. Gleichzeitig kam damit die Straßenbahn der Gemeinde Steglitz zur Berliner Straßenbahn, deren Betriebsrechte bei der TKB lagen. Ab diesem Tage gab es auf Berliner Gebiet noch folgende Straßenbahnunternehmen:
- BSt – Berliner Straßenbahn
- Flb – Flachbahn der Gesellschaft für elektrische Hoch- und Untergrundbahnen (war Bestandteil der U-Bahn)
- SGU – Schmöckwitz–Grünauer Uferbahn (es bestand ein Betriebsführungsvertrag mit der AG für Bahn-Bau und -Betrieb)

Bis zum 5. November 1921 wurden alle Linien der übernommenen Betriebe in das Liniennummernsystem der BSt eingeordnet.

### Straßenbahnloser Tag in Berlin
Die finanzielle Situation des am 13. Dezember 1920 entstandenen städtischen Betriebs Berliner Straßenbahn hatte sich in den Folgejahren immer weiter verschlechtert. Das von den zahlreichen Vorgängerunternehmen übernommene Liniennetz war noch nicht an die wirtschaftliche Betriebsführung aus einer Hand angepasst und wies zahlreiche Abschnitte mit nicht ausreichender Auslastung auf. Die Überschuldung erreichte im September 1923 während der Inflation des Jahres 1923 ein Ausmaß, das von der Stadt Berlin nicht mehr getragen werden konnte. Die Ausgaben für Löhne und Betriebsmittel, insbesondere Strom, stiegen immer schneller. Trotz regelmäßiger Tariferhöhungen reichten die Einnahmen aber nicht mehr aus, weil die inflationsbereinigte Kaufkraft der Bevölkerung zurückging.
Die notwendigen Maßnahmen wurden sehr kontrovers in der Berliner Stadtverordnetenversammlung diskutiert. Nach den Plänen des Berliner Magistrats sollte das bisherige reine Kommunalunternehmen Berliner Straßenbahn Konkurs anmelden, um die rund 7.000 Fahrer, Schaffner und Werkstattarbeiter entlassen zu können. In einer neuen privatrechtlichen GmbH Berliner Straßenbahn-Betriebsgesellschaft mbH sollten nur noch rund 4.000 Arbeiter weiterbeschäftigt werden. Zudem war der Ausstieg aus dem Reichsmanteltarifvertrag und der Verzicht auf rückwirkende Lohnerhöhungen geplant. Das Linienangebot sollte von bislang rund 90 auf rund 30 Linien deutlich reduziert werden. Die beabsichtigte Reduzierung des Fahrtenabstandes auf zunächst nur 15 min auf den verbleibenden Linien wurde in der Tagespresse sehr kritisch kommentiert.
Die Stadtverordnetenversammlung stimmte nach heftigen Debatten dem Vorschlag zu. Zum Ende des Sonnabend, 8. September 1923 wurde der Betrieb aller 89 Linien der Berliner Straßenbahn eingestellt, Konkurs für dieses Unternehmen angemeldet und das Personal entlassen.
Am Sonntag, 9. September 1923 fuhren mit Ausnahme der Flachbahn und der Uferbahn in Berlin keine Straßenbahnen.
Diese Betriebsunterbrechung war notwendig, um den Betrieb auf die neue privatrechtliche Straßenbahn-Betriebsgesellschaft mbH umzustellen. Die neue Gesellschaft versuchte, die Notwendigkeit der Umstellung durch die Veröffentlichung der bisherigen täglichen Verluste zu begründen. Wie die Vossische Zeitung berichtete, versuchten die anderen Berliner Verkehrsbetriebe – die Omnibus-Gesellschaft, die Hochbahn und die Ringbahn der Reichsbahn – ihre Fahrtenangebote zu verstärken, um Straßenbahnfahrgäste zu übernehmen. Allerdings kamen auch die anderen Verkehrsbetriebe nicht um weitere Erhöhungen der Fahrausweistarife herum. Gleichzeitig wurde bei der Straßenbahn ein neuer Umsteigetarif eingeführt.

### Berliner Straßenbahn-Betriebs-GmbH
Am Montag, 10. September 1923 wurde der Straßenbahnverkehr – auf nur noch 32 Linien reduziert – durch das neu gegründete privatrechtliche Unternehmen Berliner Straßenbahn-Betriebs-GmbH (BSBG) wieder aufgenommen. Zusätzlich zum angekündigten 15-Minuten-Takt verkehrten auf Abschnitten Einsatzwagen mit Anhängern. Für das Fahrpersonal trat aber neben gekürzten Lohnsätzen eine Änderung der Arbeitsbedingungen in Kraft. Die Arbeitszeit wurde gegenüber den bisherigen Bedingungen um 1½ Stunden täglich verlängert, weil nur noch die reine Arbeitszeit, aber nicht mehr die Arbeitspausen angerechnet werden.
In den folgenden Monaten und Jahren wurde der Linien- und Fahrtenumfang wieder schrittweise erweitert.
Ab 1924 begann die BSBG mit der Beschaffung neuer Straßenbahnwagen in größeren Stückzahlen, z. B. rund 1.300 Wagen der später als T 24 / B24 bekannten Bauart. An der Gestaltung dieser Wagen war der Architekt und Designer Bruno Paul beteiligt. Außerdem wurden ältere Wagen mit einem geschlossenen Einheitsführerstand ausgestattet, um die Bedienung zu vereinheitlichen und die Arbeitsbedingungen des Fahrpersonals zu verbessern.
Unter Federführung des Architekten Jean Krämer und mit Unterstützung des Tragwerksplaners Gerhard Mensch wurde damit begonnen, die kleinen und veralteten Wagenhallen durch zeitgemäße Betriebshöfe zu ersetzen. Hierzu zählen der 1926 eröffnete Neubau des Betriebshofes Britz in der Gradestraße und der 1927 eröffnete Neubau des Betriebshofes Müllerstraße.
Krämer entwarf 1924 im Auftrag der BSBG auch den Verkehrsturm am Potsdamer Platz, um die immer mehr zunehmenden Unregelmäßigkeiten und Verspätungen im Linienverkehr einzudämmen.
| Linie   | von                                                        | nach                                               | Bemerkung      |
| ------- | ---------------------------------------------------------- | -------------------------------------------------- | -------------- |
| 1       | Stadtring                                                  | Stadtring                                          |                |
| 3       | Großer Ring                                                | Großer Ring                                        |                |
| 4       | Ost-West-Ring                                              | Ost-West-Ring                                      |                |
| 7       | Westring                                                   | Westring                                           |                |
| 13      | Moabit, Gotzkowskystraße Ecke Turmstraße                   | Schlesischer Bahnhof                               |                |
| 15      | Moabit, Bremer Straße Ecke Birkenstraße                    | Neukölln, Hermannplatz                             |                |
| 23      | Mitte, Leipziger Platz                                     | Pankow, Damerowstraße                              |                |
| 23      | Pankow, Damerowstraße                                      | Buchholz, Kirche                                   | Einmannbetrieb |
| 23      | Pankow, Kreuzstraße                                        | Niederschönhausen, Kaiserweg Ecke Platanenstraße   | Einmannbetrieb |
| 28      | Tegel, Hauptstraße                                         | Britz, Rathaus                                     |                |
| 28      | Tegel, Hauptstraße                                         | Tegelort                                           | Einmannbetrieb |
| 28      | Tegel, Hauptstraße                                         | Heiligensee                                        | Einmannbetrieb |
| 28      | Reinickendorf, Berliner Straße Ecke Scharnweberstraße      | Bahnhof Wittenau (Nordbahn)                        | Einmannbetrieb |
| 28      | Britz, Rathaus                                             | Buckow-West                                        | Einmannbetrieb |
| 32      | Mitte, Charlottenstraße Ecke Unter den Linden              | Reinickendorf, Pankower Allee                      |                |
| 41      | Reinickendorf, Rathaus                                     | Kreuzberg, Baerwaldstraße Ecke Gneisenaustraße     |                |
| 44      | Görlitzer Bahnhof                                          | Wilmersdorf, Kaiserplatz                           |                |
| 47      | Nordend, Straßenbahnhof                                    | Britz, Rudower Straße Ecke Jahnstraße              |                |
| 47      | Britz, Rudower Straße Ecke Jahnstraße                      | Rudow                                              | Einmannbetrieb |
| 54      | Mitte, Am Kupfergraben                                     | Spandau, Markt                                     |                |
| 54      | Spandau, Markt                                             | Hakenfelde                                         | Einmannbetrieb |
| 57      | Prenzlauer Berg, Danzigerstraße Ecke Pappelallee           | Wilmersdorf, Emser Platz                           |                |
| 57      | Wilmersdorf, Emser Platz                                   | Grunewald, Roseneck                                | Einmannbetrieb |
| 60      | Weißensee, Schloss                                         | Schöneberg, Rubensstraße Ecke Canovastraße         |                |
| 60      | Schöneberg, Mühlenstraße                                   | Lindenhof                                          | Einmannbetrieb |
| 64      | Hohenschönhausen, Degnerstraße                             | Charlottenburg, Sophie-Charlotte-Platz             |                |
| 64      | Charlottenburg, Sophie-Charlotte-Platz                     | Bahnhof Heerstraße                                 | Einmannbetrieb |
| 69      | Wilmersdorf, Kaiserplatz                                   | Lichtenberg, Frankfurter Allee Ecke Hubertusstraße |                |
| 69      | Lichtenberg, Frankfurter Allee Ecke Hubertusstraße         | Friedrichsfelde, Kirche                            | Einmannbetrieb |
| 72      | Mitte, Alexanderplatz                                      | Weißensee, Antonplatz                              |                |
| 72      | Mitte, Alexanderplatz                                      | Heinersdorf, Kirche                                |                |
| 74      | Prenzlauer Berg, Kniprodestraße Ecke Elbinger Straße       | Lichterfelde, Händelplatz                          |                |
| 76      | Halensee, Hobrechtstraße                                   | Bahnhof Frankfurter Allee                          |                |
| 76      | Friedrichshain, Frankfurter Allee Ecke Königsberger Straße | Lichtenberg, Viktoriaplatz                         | Einmannbetrieb |
| 76 / 91 | Ring: Wilmersdorf-Grunewald                                | Ring: Wilmersdorf-Grunewald                        | Einmannbetrieb |
| 83      | Bahnhof Mahlsdorf                                          | Wendenschloß                                       |                |
| 84      | Altglienicke, Kirche                                       | Bahnhof Friedrichshagen                            |                |
| 87      | Steglitz, Stadtpark                                        | Köpenick, Lindenstraße Ecke Bahnhofstraße          |                |
| 91      | Görlitzer Bahnhof                                          | Wilmersdorf, Wilhelmsaue                           |                |
| 98      | Neukölln, Venusplatz                                       | Pichelsdorf                                        |                |
| 99      | Wedding, Seestraße Ecke Amrumer Straße                     | Mariendorf, Lichtenrader Chaussee                  |                |
| 99      | Reinickendorf, Pankower Allee                              | Mariendorf, Lichtenrader Chaussee                  |                |
| 120     | Bahnhof Spandau-West                                       | Hennigsdorf, Rathenaustraße Ecke Spandauer Allee   | Benzolbetrieb  |
| J       | Bahnhof Zoologischer Garten                                | Lichterfelde, Unter den Eichen Ecke Drakestraße    |                |
| LH      | Bahnhof Steglitz                                           | Bahnhof Lichterfelde-Ost                           | Meterspur      |
| M       | Bahnhof Steglitz                                           | Mariendorf, Kaiserstraße Ecke Chausseestraße       | Meterspur      |
| Z       | Bahnhof Lichterfelde-Ost                                   | Stahnsdorf                                         |                |

Am 9. März 1927 schlossen die Berliner Straßenbahn-Betriebs-Gesellschaft, die Hochbahngesellschaft und die Allgemeine Berliner Omnibus AG den sogenannten Interessengemeinschafts-Vertrag, mit dem am 15. März 1927 der 20-Pfennig-Einheitstarif zwischen den drei Verkehrsmitteln in Kraft trat. Der Tarif erlaubte das einmalige Umsteigen innerhalb eines Verkehrsmittels beziehungsweise zur Straßenbahn oder U-Bahn, ab dem 1. Januar 1928 auch zum Autobus.

### Gründung der BVG
Am 1. Januar 1929 wurde die Berliner Straßenbahn-Betriebsgesellschaft in die neu gegründete städtische Berliner Verkehrs-AG (BVG) überführt. Die BVG übernahm zugleich die Hoch- und Untergrundbahnen der Hochbahngesellschaft sowie den Busverkehr der Allgemeinen Berliner Omnibus-Actien-Gesellschaft (ABOAG).
Am Gründungstag der BVG betrieb diese 89 Straßenbahnlinien und ein Netz mit 634 Kilometer Streckenlänge, besaß 4000 Straßenbahnfahrzeuge und beschäftigte 14.400 Personen allein bei der Straßenbahn. Die Straßenbahn leistete 170 Millionen Wagenkilometer pro Jahr und beförderte 1929 929 Millionen Fahrgäste. Ende 1929 gab es 93 Straßenbahnlinien.
Anfang der 1930er Jahre begann langsam die Schrumpfung des Berliner Straßenbahnnetzes. Nachdem im Februar 1930 das Meterspurnetz (u. a. mit der historischen, ersten elektrischen Straßenbahnstrecke) in Lichterfelde und Steglitz (Linien 42 und 97) durch Omnibusverkehr ersetzt wurde, folgte am 31. Oktober 1934 die 1865 eröffnete Strecke durch die die Charlottenburger Chaussee (seit 1953 Straße des 17. Juni), die im Zuge der Germania-Planungen zur monumentalen Ost-West-Achse umgebaut wurde. Zu Beginn des Jahres 1935 stellte die BVG die 1917 eingeführte Paketbeförderung durch die Straßenbahn ein. 1938 gab es noch 71 Straßenbahnlinien, 2800 Fahrzeuge und rund 12.500 Beschäftigte. Das Omnibusnetz wurde dagegen konsequent erweitert, seit 1933 fuhren in Berlin außerdem Oberleitungsbusse.

### Zweiter Weltkrieg
Während des Zweiten Weltkriegs übernahmen zur Einsparung von Benzin und Dieselkraftstoff zunehmend Straßenbahnen Transportaufgaben der Omnibusse und Lkw; unter anderem wurde ein umfangreicher Güterverkehr eingerichtet. Viele Unternehmen und einige Häfen erhielten einen Gleisanschluss an die Straßenbahn. Im Verlauf des Krieges gingen durch Personal- und Strommangel sowie die Luftangriffe der Alliierten auf Berlin (besonders ab März 1943) die Fahrleistungen der Straßenbahn immer weiter zurück, bis der Betrieb am 23. April 1945 während der Endphase der Schlacht um Berlin völlig zusammenbrach.
Trotz immenser Zerstörungen an Strecken, Fahrzeugen und Betriebshöfen fuhren ab dem 20. Mai 1945 wieder Straßenbahnen in den Berliner Außenbezirken, bis Ende 1945 konnten 328 km Straßenbahnstrecke wiedereröffnet werden.

### Umstellung der Stromabnehmer
Als wieder etwas Wirtschaftsleben zu keimen begann, erfolgte die Umstellung von den bisherigen Stangenstromabnehmern zu Scherenstromabnehmern. Außer dem Austausch der Stromabnehmer gehörten dazu auch Veränderungen an den Oberleitungen, deren Verlauf für Stangenstromabnehmer möglichst wenig Ecken haben dürfen, jedoch für Bügel, zur Vermeidung von punktueller Abnutzung des Schleifstückes, im Zickzack gespannt sein sollen. Im Westteil der Stadt wurde die erste Linie zum 12. April 1948 umgestellt, im Osten 1951. Die Umstellung konnte 1955 abgeschlossen werden. Wegen dieser Umstellung haben Museumsfahrzeuge aus der Vorkriegszeit heute in der Regel „falsche“ Stromabnehmer.
| Linie | von                                                       | nach                                               | Bemerkung                     |
| ----- | --------------------------------------------------------- | -------------------------------------------------- | ----------------------------- |
| 1     | Stadtring                                                 | Stadtring                                          |                               |
| 2     | Bahnhofsring                                              | Bahnhofsring                                       |                               |
| 3     | Großer Ring                                               | Großer Ring                                        |                               |
| 4     | Ost-West-Ring                                             | Ost-West-Ring                                      |                               |
| 5     | Außenring                                                 | Außenring                                          |                               |
| 6     | Südring                                                   | Südring                                            |                               |
| 7     | Westring                                                  | Westring                                           |                               |
| 8     | Nordring                                                  | Nordring                                           |                               |
| 9     | Ostring                                                   | Ostring                                            |                               |
| 12    | Siemensstadt, Verwaltungsgebäude                          | Neukölln, Köllnische Allee                         |                               |
| 13    | Moabit, Gotzkowskystraße Ecke Turmstraße                  | Kraftwerk Klingenberg                              |                               |
| 14    | Moabit, Gotzkowskystraße Ecke Turmstraße                  | Kreuzberg, Friesenstraße Ecke Schwiebusser Straße  |                               |
| 15    | Wilhelmsruh, Hauptstraße                                  | Neuer Gemeindekirchhof Neukölln                    |                               |
| 115   | Moabit, Bremer Straße Ecke Birkenstraße                   | Buckow-Ost, Krankenhaus                            |                               |
| 19    | Gesundbrunnen, Schwedenstraße Ecke Badstraße              | Schöneberg, Eisenacher Straße Ecke Hauptstraße     |                               |
| 119   | Niederschönhausen, Friedensplatz                          | Schöneberg, Rubensstraße Ecke Canovastraße         |                               |
| 120   | Bahnhof Spandau-West                                      | Hennigsdorf, Rathenaustraße Ecke Spandauer Allee   | Benzolbetrieb                 |
| 21    | Wedding, Augustenburger Platz                             | Britz, Rathaus                                     |                               |
| 23    | Anhalter Bahnhof                                          | Bahnhof Rosenthal                                  |                               |
| 24    | Schöneberg, Gotenstraße                                   | Buchholz, Kirche                                   |                               |
| 25    | Tegel, Hauptstraße                                        | Mariendorf, Rennbahn                               |                               |
| 27    | Tegel, Hauptstraße                                        | Britz, Rathaus                                     |                               |
| 28    | Tegelort                                                  | Britz, Germaniapromenade                           |                               |
| 128   | Heiligensee                                               | Britz, Germaniapromenade                           |                               |
| 29    | Reinickendorf-West, Sportplatz                            | Buckow-West                                        |                               |
| 32    | Reinickendorf, Humboldtstraße Ecke Teichstraße            | Britz, Germaniapromenade                           |                               |
| 132   | Reinickendorf, Humboldtstraße Ecke Teichstraße            | Neukölln, Köllnische Allee                         |                               |
| 35    | Wedding, Togostraße Ecke Seestraße                        | Tempelhof, Kaiserin-Augusta-Straße                 |                               |
| 36    | Schönholz, Provinzstraße Ecke Germanenstraße              | Neukölln, Kranoldstraße                            |                               |
| 40    | Gesundbrunnen, Grünthaler Straße Ecke Bornholmer Straße   | Zehlendorf, Dahlemer Weg                           |                               |
| 41    | Tegel, Hauptstraße                                        | Tempelhof, General-Pape-Straße                     |                               |
| 41    | Reinickendorf-West, Sportplatz                            | Kreuzberg, Kreuzbergstraße                         |                               |
| 42    | Bahnhof Steglitz                                          | Bahnhof Lichterfelde-Ost                           | Meterspur                     |
| 42    | Bahnhof Lichterfelde-Ost                                  | Bahnhof Lichterfelde-West                          |                               |
| 43    | Prenzlauer Berg, Kniprodestraße Ecke Elbinger Straße      | Dahlem, Königin-Luise-Straße                       |                               |
| 44    | Görlitzer Bahnhof                                         | Steglitz, Birkbuschstraße Ecke Siemensstraße       |                               |
| 45    | Pankow, Damerowstraße Ecke Mendelstraße                   | Steglitz, Birkbuschstraße Ecke Siemensstraße       |                               |
| 47    | Pankow, Bürgerpark                                        | Rudow                                              |                               |
| 48    | Nordend, Straßenbahnhof                                   | Bahnhof Neukölln                                   |                               |
| 148   | Gesundbrunnen, Grünthaler Straße Ecke Bornholmer Straße   | Neukölln, Schulenburgpark                          |                               |
| 49    | Niederschönhausen, Blankenburger Straße                   | Görlitzer Bahnhof                                  |                               |
| 51    | Nordend, Schillerstraße                                   | Grunewald, Roseneck                                |                               |
| 53    | Westend, Reichskanzlerplatz                               | Lichtenberg, Gudrunstraße                          |                               |
| 54    | Prenzlauer Berg, Danziger Straße Ecke Weißenburger Straße | Hakenfelde                                         |                               |
| 154   | Bahnhof Frankfurter Allee                                 | Johannesstift                                      |                               |
| 55    | Treptow, Bouchéstraße                                     | Spandau-West, Nauener Straße                       |                               |
| 56    | Pankow, Lindenpromenade                                   | Bahnhof Lichterfelde-Ost                           |                               |
| 57    | Pankow, Bürgerpark                                        | Grunewald, Roseneck                                |                               |
| 58    | Bahnhof Neukölln                                          | Spandau, Stadtpark                                 |                               |
| 60    | Weißensee, Rennbahnstraße                                 | Schöneberg, Rubensstraße Ecke Canovastraße         |                               |
| 61    | Weißensee, Schloss                                        | Steglitz, Stadtpark                                |                               |
| 62    | Weißensee, Rennbahnstraße                                 | Bahnhof Charlottenburg                             |                               |
| 63    | Moabit, Gotzkowskystraße Ecke Turmstraße                  | Britz, Rathaus                                     |                               |
| 64    | Mitte, Dönhoffplatz                                       | Gartenfeld                                         |                               |
| 65    | Friedrichshain, Samariterstraße                           | Schöneberg, Rubensstraße Ecke Canovastraße         |                               |
| 66    | Hohenschönhausen, Falkenberger Straße                     | Tempelhof, Adolf-Scheidt-Platz                     |                               |
| 68    | Bahnhof Wittenau (Nordbahn)                               | Herzberge                                          |                               |
| 69    | Friedrichsfelde, Kirche                                   | Friedenau, Südwestkorso Ecke Laubacher Straße      |                               |
| 70    | Mitte, Behrenstraße Ecke Kanonierstraße                   | Johannisthal                                       |                               |
| 71    | Weißensee, Rennbahnstraße                                 | Steglitz, Hindenburgdamm                           |                               |
| 72    | Weißensee, Rennbahnstraße                                 | Stadion Grunewald                                  |                               |
| 73    | Heinersdorf, Kronprinzenstraße Ecke Neukirchstraße        | Flughafen Tempelhof                                |                               |
| 74    | Prenzlauer Berg, Kniprodestraße Ecke Elbinger Straße      | Lichterfelde, Zehlendorfer Straße Ecke Sternstraße |                               |
| 174   | Prenzlauer Berg, Greifswalder Straße Ecke Danziger Straße | Lichterfelde, Händelplatz                          |                               |
| 75    | Mitte, Am Kupfergraben                                    | Hakenfelde                                         |                               |
| 76    | Grunewald, Hundekehle                                     | Lichtenberg, Gudrunstraße                          |                               |
| 176   | Grunewald, Hundekehle                                     | Lichtenberg, Gudrunstraße                          |                               |
| 77    | Ruhleben                                                  | Zehlendorf, Dahlemer Weg                           |                               |
| 177   | Bahnhof Zoologischer Garten                               | Lichterfelde-Süd, Eugen-Kleine-Brücke              |                               |
| 177   | Lichterfelde-Süd, Eugen-Kleine-Brücke                     | Teltow, Schützenplatz                              | Teilung wegen Brückensperrung |
| 78    | Prenzlauer Berg, Danziger Straße Ecke Weißenburger Straße | Grunewald, Roseneck                                |                               |
| 79    | Prenzlauer Berg, Nordkapstraße Ecke Bornholmer Straße     | Bahnhof Halensee                                   |                               |
| 82    | Mitte, Dönhoffplatz                                       | Stralau, Kirche                                    |                               |
| 82    | Stralau, Kirche                                           | Treptow, Platz am Spreetunnel                      | durch Spreetunnel             |
| 83    | Bahnhof Mahlsdorf                                         | Wendenschloß                                       |                               |
| 84    | Altglienicke, Straße am Falkenberg                        | Friedrichshagen, Wasserwerk                        |                               |
| 86    | Bahnhof Köpenick                                          | Schmöckwitz                                        |                               |
| 87    | Mitte, Behrenstraße Ecke Markgrafenstraße                 | Köpenick, Krankenhaus                              |                               |
| 187   | Mitte, Behrenstraße Ecke Markgrafenstraße                 | Bahnhof Friedrichshagen                            |                               |
| 88    | Bahnhof Treptow                                           | Steglitz, Stadtpark                                |                               |
| 89    | Charlottenburg, Spandauer Straße                          | Lichtenberg, Gudrunstraße                          |                               |
| 90    | Friedrichshain, Warschauer Brücke                         | Lichtenberg, Wagnerplatz                           |                               |
| 91    | Bahnhof Halensee                                          | Bahnhof Oberspree                                  |                               |
| 191   | Görlitzer Bahnhof                                         | Grunewald, Roseneck                                |                               |
| 92    | Treptow, Bouchéstraße                                     | Grunewald, Roseneck                                |                               |
| 93    | Treptow, Rathaus                                          | Westend, Reichskanzlerplatz                        |                               |
| 95    | Schöneberg, Eisenacher Straße Ecke Hauptstraße            | Bahnhof Köpenick                                   |                               |
| 96    | Mitte, Behrenstraße Ecke Markgrafenstraße                 | Bahnhof Lichterfelde-Ost                           |                               |
| 97    | Bahnhof Steglitz                                          | Mariendorf, Kaiserstraße Ecke Chausseestraße       | Meterspur                     |
| 98    | Moabit, Ottostraße Ecke Alt-Moabit                        | Bahnhof Baumschulenweg                             |                               |
| 99    | Wedding, Togostraße Ecke Seestraße                        | Bahnhof Lichtenrade                                |                               |
| 199   | Nordend, Straßenbahnhof                                   | Marienfelde, Daimlerstraße                         |                               |
| 100   | Bahnhof Lichterfelde-Ost                                  | Machnower Schleuse                                 |                               |

### Aufteilung der BVG
Die BVG wurde im Zuge der politischen Teilung Berlins am 1. August 1949 ebenfalls geteilt. Es entstanden zwei getrennte Unternehmen, die BVG-West in den drei Westsektoren (36 Straßenbahnlinien) und die BVG-Ost (13 Linien) im sowjetischen Sektor, ab 1969 VEB Kombinat Berliner Verkehrsbetriebe (BVB). Am 14. Oktober 1950 wurde der Verkehr auf den Straßenbahnlinien von West-Berlin ins brandenburgische Umland (nach Stahnsdorf und Schönefeld), am 15. Januar 1953 der Linienverkehr über die innerstädtische Sektorengrenze eingestellt. Anlass für letzteres Ereignis war die Tatsache, dass die BVG-Ost Frauen als Fahrerinnen einsetzte, was im Westen damals nicht zulässig war und man daher den gemeinsamen Linienbetrieb aufkündigte. Die Linien der einen Stadthälfte endeten nunmehr an der Grenze, die Fahrgäste überquerten diese zu Fuß und fuhren mit der gleichnamigen Linie der anderen Gesellschaft (und demselben Fahrschein) weiter.

## West-Berlin

### Straßenbahnen werden ab 1954 schrittweise durch andere Verkehrsmittel ersetzt
Ab 1954 erfolgte in West-Berlin ein Wechsel in der Verkehrspolitik, die auf einen Ersatz des Straßenbahnverkehrs durch Erweiterung der U-Bahn- und Autobus-Strecken zielte. Ein förmlicher Beschluss kam diesbezüglich nicht zustande, der Wandel kristallisierte sich vielmehr erst nach und nach heraus. Es begann mit einer Bestellung neuer dringend benötigter Straßenbahnwagen und Autobusse. Für deren Finanzierung wurde ein Kredit von zwölf Millionen Mark für den Kauf von 40 Straßenbahnwagen und 20 Autobussen beantragt. Vonseiten des Berliner Senats und der Spitze der BVG wurden immer mehr Bedenken geäußert, unter anderem seien die Tests mit dem neuen Straßenbahn-Prototyp TED 52 nicht erfolgversprechend verlaufen. Diese Probleme waren jedoch nicht technischer, sondern betrieblicher Natur. Der TED 52 war ein Einrichtungswagen und konnte somit auf vielen Strecken nicht eingesetzt werden, außerdem bereitete die große Zuglänge den Schaffnern Schwierigkeiten bei der Straßenbahn-Abfertigung.
Als weiteres Argument gegen die Straßenbahn verwies die Stadtverwaltung auf andere europäische Metropolen, in denen die Straßenbahnen ebenfalls eingestellt wurden. Die Straßenbahn galt seinerzeit als veraltet und überflüssig, da Berlin bereits ein gutes Basis-U-Bahn-Netz besaß. Der stark wachsende Oberflächenverkehr würde die Straßenbahn (die vielfach auf eigenem Gleiskörper fuhr) nur behindern. Dieses Problem könne nur durch Tunnelstrecken gelöst werden. Aufgrund dieser Argumente wurde der Kredit schließlich umgewandelt und mit Zustimmung des Berliner Senats für den Kauf von 120 (Doppeldecker-)Bussen verwendet.
Dies war zwar kein direkter Beschluss zur Abschaffung der Straßenbahn, doch war er die logische Konsequenz aus der Nicht-Erneuerung des Wagenparks. Ab 1954 wurden die Straßenbahnlinien nach und nach durch Omnibusse und in Einzelfällen durch die in den Folgejahrzehnten großzügig ausgebaute U-Bahn ersetzt. Den Anfang machten die Linien 76 und 79 auf dem Kurfürstendamm, sie wurden durch die Autobuslinien 19 (seit 2004 M19) und 29 (M29) ersetzt.

### Streckenstilllegungen von Straßenbahnen und O-Bussen
Zuerst wurde der Norden West-Berlins straßenbahnfrei, 1958 schlossen die Betriebshöfe Müllerstraße und Tegel, am 30. September folgte die Schließung des Betriebshofs Reinickendorf sowie die Einstellung der Linie 35, der letzten im Bezirk Reinickendorf. Ende 1962 gab es im Westteil der Stadt noch 18 Straßenbahnlinien.
Am 22. März 1965 wurde die letzte Obuslinie West-Berlins stillgelegt. Das Verkehrsmittel konnte sich hier, anders als in anderen Ländern (z. B. Schweiz), nicht durchsetzen und wurde weder zu einer ernsthaften Konkurrenz noch zu einem Ersatz für die Straßenbahn.
Ende 1965 betrieb die BVG-West noch acht Straßenbahnlinien, die Stilllegungen wurden in hohem Tempo fortgesetzt. Am 2. Oktober 1967 fuhr zum letzten Mal eine Straßenbahn in West-Berlin: die letzte Linie mit der Nummer 55, die vom Bahnhof Zoo über den Ernst-Reuter-Platz – Rathaus Charlottenburg – Bahnhof Jungfernheide – Siemensdamm – Nonnendammallee – Falkenseer Platz – Neuendorfer Straße bis Spandau, Hakenfelde fuhr, wurde stillgelegt.
Seit dem 21. Jahrhundert folgen viele Metrobus-Linien dem Verlauf früherer Straßenbahnlinien.
| Linie | Verlauf                                                                               | eingestellt am | ersetzt durch Linie | Aktuelle Linien Stand 2014 |
| --- | ------------------------------------------------------------------------------------- | -------------- | ------------------- | -------------------------- |
| 02 | Bernauer Straße, Sektorengrenze – Schöneberg, Gotenstraße Ecke Torgauer Straße        | 01.06.1964     | A84, A90            | 245, M10***                |
| 03* | U Fehrbelliner Platz – Grüntaler Straße Ecke Osloer Straße                            | 01.08.1964     | A89                 | U7, M13***, 104, 106       |
| 06 | Charlottenburg, Richard-Wagner-Platz – Neukölln, Elsenstraße/Ecke Heidelberger Straße | 01.07.1961     | A73                 | M46                        |
| 15 | Marienfelde, Daimlerstraße – Neukölln, Schulenburgpark                                | 01.07.1966     | A77                 | 246, 277                   |
| 21 | Straßenbahnhof Moabit, Wiebestraße – Kreuzberg, Friesenstraße                         | 22.01.1953     | A24                 | TXL, M41, 248              |
| 23* | Moabit, Zwinglistraße – Wollankstraße, Sektorengrenze                                 | 02.05.1960     | A70                 | M27                        |
| 24* | Bernauer Straße, Sektorengrenze – Wollankstraße, Sektorengrenze                       | 02.05.1960     | ohne Ersatz         | ohne Ersatz                |
| 25 | Schöneberg, Gotenstraße – Bernauer Straße, Sektorengrenze                             | 01.09.1961     | U9, A64             | U9, 106, 247               |
| 26 | Spreewaldplatz – Tempelhof, Industriestraße                                           | 29.09.1963     | ohne Ersatz         | U7, M29, 277               |
| 27 | Spreewaldplatz – Buckow, Alt-Buckow                                                   | 01.10.1964     | A91                 | M44, 344                   |
| 28 | Bahnhof Gesundbrunnen, Rügener Straße – Tegelort, Almazeile                           | 01.06.1958     | U6, verl. A20       | U6, 222                    |
| 29 | Bahnhof Gesundbrunnen, Rügener Straße – Alt-Heiligensee                               | 01.06.1958     | U6, verl. A14       | U6, 124                    |
| 35** | Gartenfeld – Kopenhagener Straße, Sektorengrenze                                      | 01.10.1960     | A72                 | U7, X33, M27, 327          |
| 36** | Kopenhagener Straße, Sektorengrenze – Bahnhof Gesundbrunnen, Rügener Straße           | 02.05.1960     | A71                 | 327                        |
| 40 | Dahlem, Clayallee – Steglitz, Birkbuschstraße                                         | 01.10.1959     | A68                 | X83, 186                   |
| 41 | Bernauer Straße, Sektorengrenze – Alt-Tegel                                           | 01.06.1958     | A61                 | U6, U8, 122                |
| 44 | Invalidenstraße Ecke Heidestraße – Steglitz, Birkbuschstraße                          | 02.05.1963     | A86                 | U7, 186, 245               |
| 47 | Britz, Gradestraße – Rudow, Stadtgrenze                                               | 01.10.1966     | A41                 | 171                        |
| 51 | Bahnhof Zoologischer Garten – Roseneck                                                | 01.05.1957     | A60                 | 249                        |
| 53 | Charlottenburg, Richard-Wagner-Platz – Spandau, Hakenfelde                            | 02.05.1967     | A56                 | 136, M45                   |
| 54 | Charlottenburg, Richard-Wagner-Platz – Spandau, Johannesstift                         | 02.05.1967     | A54, AS1            | M45                        |
| 55 | Bahnhof Zoologischer Garten – Spandau, Hakenfelde (via Siemensstadt)                  | 02.10.1967     | A55                 | U7, 136, 139               |
| 57 | Wilmersdorf, Emser Platz – Grunewald, Roseneck                                        | 01.11.1954     | A50                 | 115                        |
| 60 | Schöneberg, Lindenhof – Charlottenburg, Königin-Elisabeth-Straße                      | 02.05.1962     | A74                 | U7, 309, 106               |
| 66 | Schöneberg, Wartburgplatz – Steglitz, Thorwaldsenstraße                               | 02.05.1963     | A83                 | 187                        |
| 68 | Bahnhof Wedding, Nettelbeckplatz – Bahnhof Wittenau (Nordbahn)                        | 01.06.1958     | A62                 | M21, X21                   |
| 73* | Potsdamer Platz, Sektorengrenze – Bahnhof Lichterfelde Ost                            | 02.05.1962     | A48, verl. A53      | M48, M85, M11              |
| 74* | Potsdamer Platz, Sektorengrenze – Lichterfelde, Finckensteinallee                     | 02.05.1963     | A83, A84            | M48, M85, 184              |
| 75 | Bahnhof Zoologischer Garten – Spandau, Hakenfelde (via Kantstraße)                    | 24.01.1966     | A94, A97            | X34, X49, 136, M49         |
| 76 (I) | Grunewald, Roseneck – Anhalter Bahnhof                                                | 01.07.1954     | A29                 | M29                        |
| 76 (II) | Bahnhof Zoologischer Garten – Spandau, Johannisstift (ab 1959)                        | 24.01.1966     | A94, A97            | X34, X49, M45, M49         |
| 77 | Bahnhof Zoologischer Garten – Lichterfelde, Goerzallee                                | 02.05.1963     | A85                 | U9, M85, 188, 285, M46     |
| 78 | Bahnhof Zoologischer Garten – Lichterfelde Süd, Lindenstraße                          | 02.05.1963     | A85                 | U9, M85, 188, 285, M46     |
| 79 | Grunewald, Hagenplatz – U Nollendorfplatz                                             | 01.07.1954     | A19                 | M19                        |
| 88 | Kreuzberg, Wiener Brücke – Steglitz, Stadtpark                                        | 01.03.1961     | A75                 | M29, M48/M85, 246, 181     |
| 94 | Oranienplatz – Neukölln, Schulenburgplatz                                             | 01.10.1959     | A67                 | M41                        |
| 95* | Sonnenallee Ecke Schwarzer Weg – Mehringplatz                                         | 02.05.1965     | A95                 | M41                        |
| 96* | U Mehringdamm – Lichterfelde, Goerzallee Ecke Darser Straße                           | 02.05.1966     | A96                 | 117, 184, 248              |
| 98 | U Tempelhof – Marienfelde, Daimlerstraße                                              | 01.10.1961     | A77                 | U6, 277                    |
| 99 | U Tempelhof – Bahnhof Lichtenrade                                                     | 01.10.1961     | A76                 | U6, M76, X76               |
| * ehemalige Gemeinschaftslinie BVG-West/BVG-Ost mit Fahrzeugen beider Verwaltungen (bis 15. Januar 1953)                                 |                                                                                       |                |                     |                            |
| ** ehemalige Gemeinschaftslinie BVG-West/BVG-Ost mit Fahrzeugen der BVG West (bis 15. Januar 1953)                                       |                                                                                       |                |                     |                            |
| *** nach 1990 wieder aufgebaute Straßenbahnstrecke                                                                                       |                                                                                       |                |                     |                            |
| aktuelle, kursiv dargestellte Linien entsprechen völlig oder weitgehend dem Verlauf der Straßenbahnlinien zum Zeitpunkt der Stilllegung. |                                                                                       |                |                     |                            |

## Ost-Berlin

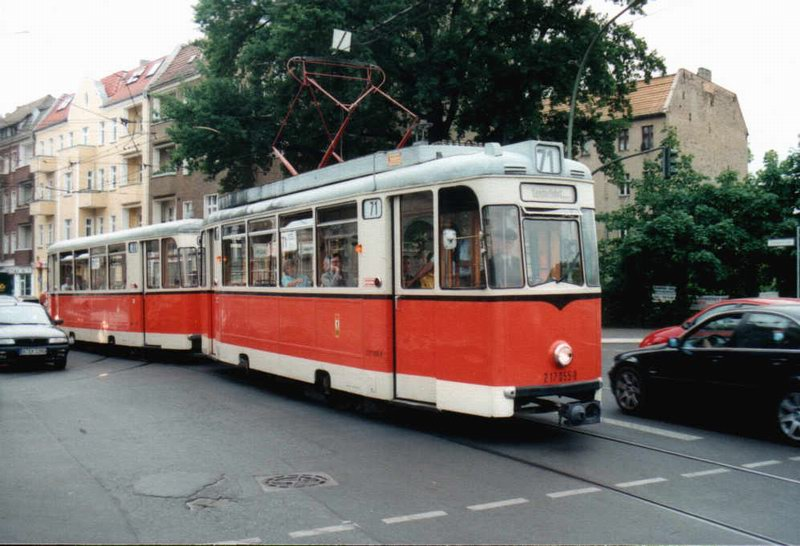
Rekowagen der BVG-Ost auf Fahrgestellen von 1924, Umbau 1957

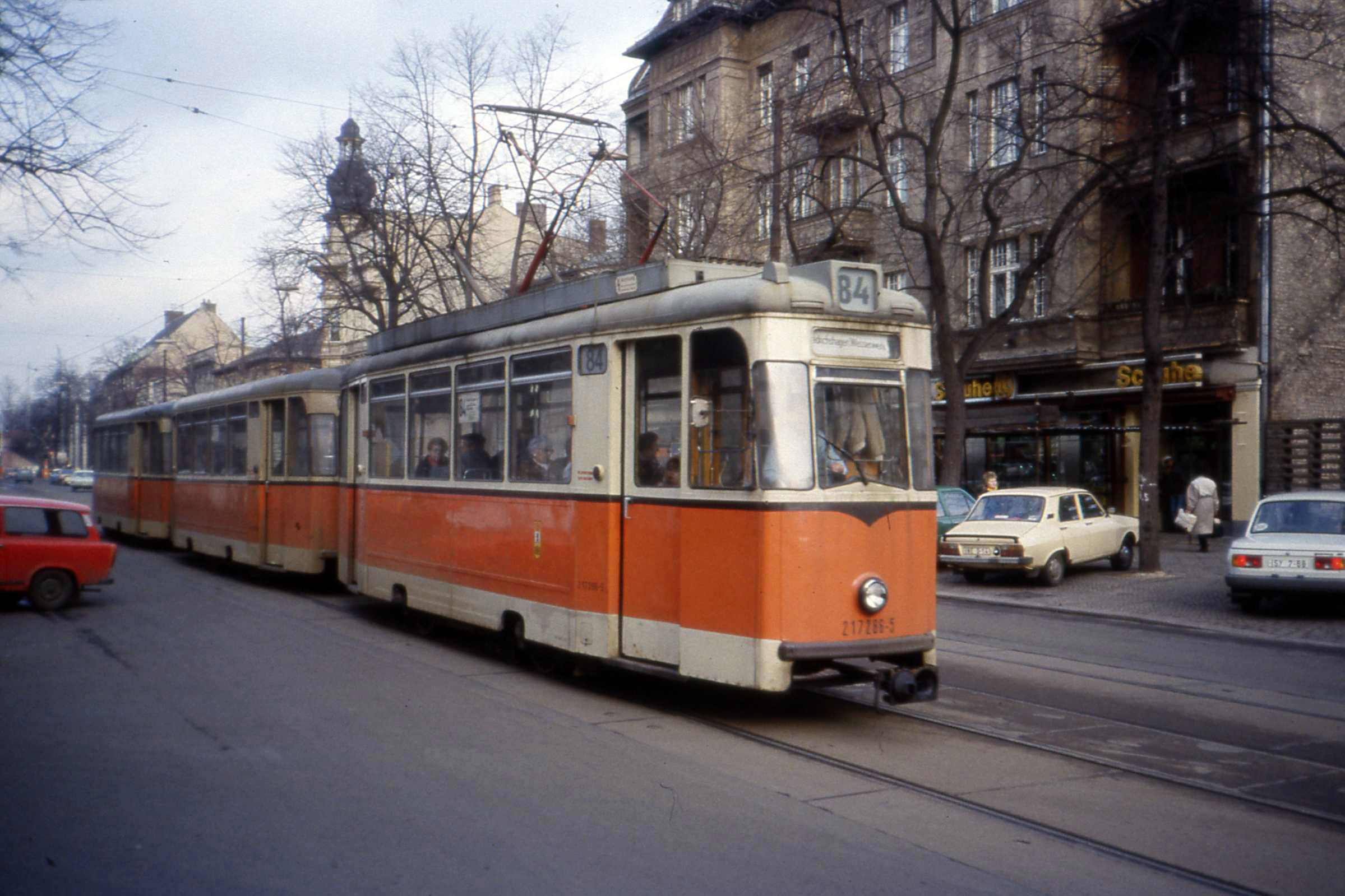
Rekowagen mit zwei Beiwagen in der Bölschestraße, Januar 1990

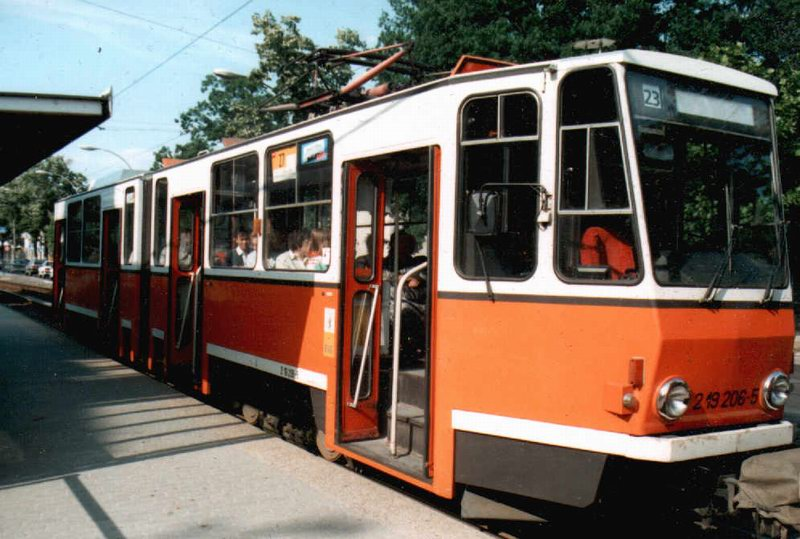
Tatratriebwagen KT4D der BVB, Bj. 1980

Mit der sich nach 1948 mehr und mehr vertiefenden Spaltung Berlins gab es große Probleme mit der Wartung der bei der Ost-Berliner BVG eingesetzten Straßenbahnfahrzeuge. Die Hauptwerkstatt der Straßenbahn befand sich in der West-Berliner Uferstraße und konnte nicht angefahren werden, beziehungsweise war eine Wartung dort nicht gewünscht. Vorerst übernahmen zahlreiche Kleinbetriebe und die staatlichen Betriebe des Lokomotiv- und Waggonbau (LOWA) die nötigen Hauptuntersuchungen und Reparaturen. Ab 1954 übernahm das RAW Schöneweide diese Aufgaben. Damit war das Reichsbahnausbesserungswerk sowohl für die S-Bahn als auch für U-Bahn und Straßenbahn zuständig.
Orientierte man sich in West-Berlin an Metropolen wie Paris und London, so war für die Verkehrspolitik Ost-Berlins Moskau mit seinen breiten, straßenbahnfreien Magistralen Vorbild. Folglich wurden auch im Ostteil der Stadt im Rahmen der autoorientierten Verkehrsplanung der 1950er und 1960er Jahre zahlreiche Straßenbahnstrecken stillgelegt, so vor allem in den Bezirken Mitte und Treptow. 1967 wurden mit Fertigstellung der Neubebauung am Alexanderplatz die Linien durch das Zentrum Ost-Berlins stillgelegt. Die DDR wollte sich Touristen und anderen Besuchern (besonders aus dem westlichen Ausland) mit einem modernen Zentrum darstellen, Straßenbahnen galten als verkehrstechnisch überholt. Angeblich entstand aufgrund der vielen Unfälle und Straßenbahnverspätungen ein volkswirtschaftlicher Schaden in Höhe von 2,5 Millionen Mark. Die Straßenbahn blieb allerdings, wenn auch weniger sichtbar, im Stadtzentrum erhalten und fuhr weiterhin bis nahe an den Bahnhof Friedrichstraße (Am Kupfergraben). Auch später gab es noch Stilllegungen, unter anderem in der Baumschulenstraße und in der Leipziger Straße.
An eine völlige Aufgabe des Straßenbahnnetzes war jedoch nicht gedacht und Ende der 1970er Jahre wurden, um die neu entstandenen Großsiedlungen wie Marzahn, später Hohenschönhausen und zuletzt Hellersdorf zu erschließen, neue Straßenbahnstrecken gebaut. Teilweise sind diese neuen Strecken bereits vor Fertigstellung der Siedlungen entstanden, sodass die Bauarbeiter mit der Straßenbahn zur Baustelle fahren konnten. Bei der Errichtung dieser Strecken achtete man auf die Geschwindigkeit und Integration in das Stadtbild, und so erhielten die neuen Strecken zum Großteil einen vom Straßenverkehr unabhängigen Gleiskörper.
Auch energiepolitische Gründe spielten eine Rolle. Bekam die DDR zuvor noch Erdöl aus der Sowjetunion zum Vorzugspreis, war dies nach der Erdölkrise nicht mehr möglich und so bekam die durch heimische Energieträger (Braunkohle-Verstromung) angetriebene Straßenbahn, wie auch in vielen anderen Städten der DDR, die wichtigste Rolle im innerstädtischen Verkehr. Dennoch kam es nicht zu einer Wiedereinführung der Straßenbahn im Ost-Berliner Zentrum, hier wurden die Fahrgastströme durch die U-Bahn-Linie A (heute Teil der Linie U 2) und die S-Bahn aufgefangen.
Ende der 1980er Jahre verkehrten in Berlin-Mitte zwölf Linien. Der Endpunkt Am Kupfergraben wurde mit engen Kurven über Am Weidendamm – Planckstraße erreicht.
- Linien 22/46 nach Schönhauser Allee – Pankow – Rosenthal (22)/Niederschönhausen (46)
- Linie 70 nach Pappelallee – Langhansstraße – Weißensee – Hohenschönhausen, Zingster Straße
- Linie 71 nach Prenzlauer Allee – Heinersdorf.

Die zweite wichtige Endstelle befand sich am Stadion der Weltjugend, heute U-Bahnhof Schwartzkopffstraße:
- Linien 11/18 nach Mollstraße – Leninallee (heute Landsberger Allee) – Herzbergstraße (18) – Marzahn – Ahrensfelde (18)
- Linie 24 nach Greifswalder Straße – Weißensee, Pasedagplatz
- Linie 63 nach Mollstraße – Konrad-Wolff-Straße – Hohenschönhausen, Zingster Straße.

Der Hackesche Markt war Endpunkt für die vier übrigen Linien:
- 20 nach Prenzlauer Allee – Langhansstraße – Weißensee – Herzbergstraße – Lichtenberg
- 28/58 nach Greifswalder Straße – Weißensee – Hohenschönhausen – Zingster Straße (28)/Falkenberg (58)
- 49 nach Schönhauser Allee – Pankow – Buchholz.

Weitere Linien verkehrten ab den Stadtbezirken mit Endpunkten u. a. an der Eberswalder, Bornholmer und Warschauer Straße, in Schöneweide, Adlershof und Mahlsdorf.
Die Fahrgastzahlen wurden auch durch die Tarifpolitik beeinflusst. Der hoch subventionierte Normalfahrschein zu 20 Pfennig war gültig für eine Fahrt auf einer Linie ohne Umsteigen – also vom Anfangs- bis zum Endpunkt. Man konnte mit einem Fahrschein vom Kupfergraben quer durch das Stadtgebiet bis nach Hohenschönhausen oder Rosenthal gelangen. Die U-Bahn erforderte dagegen bereits in Pankow ein Umsteigen in eine andere Linie. Die S-Bahn hatte gestaffelte Preise (in Ost-Berlin 20 und 30 Pf). Seit den 1960er und 1970er Jahren waren alle Straßenbahnen und Beiwagen mit Zahlboxen ausgestattet. Eine Fahrscheinkontrolle war durch andere Fahrgäste vorgesehen (Zeitkarten sollten nach dem Einsteigen offen hochgehalten und anderen Fahrgästen gezeigt werden), fand also im Grunde genommen nicht statt.

### Streckeneröffnungen

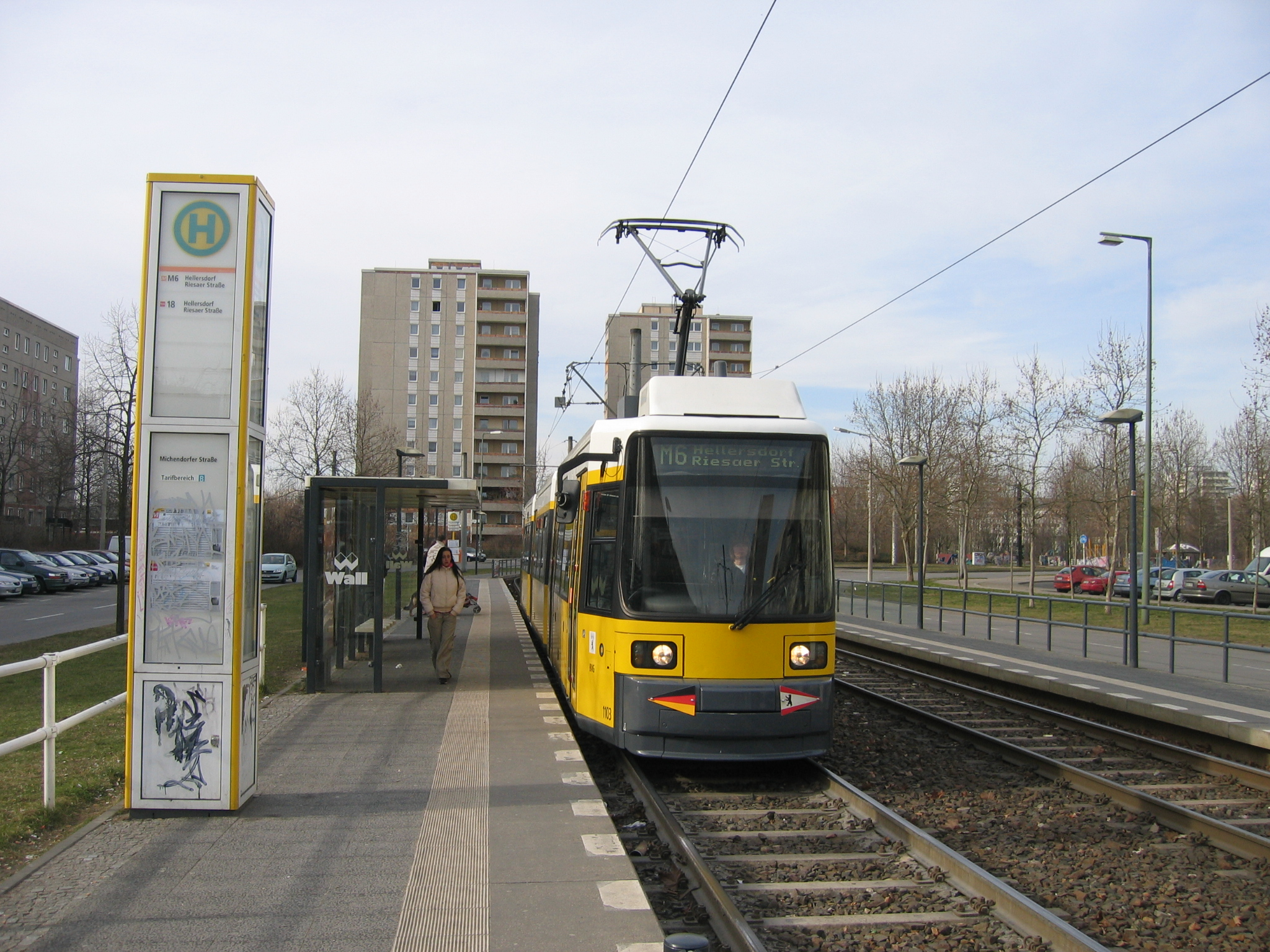
Die Neubaustrecke nach Hellersdorf wurde 1991 als letzte unter Auftrag der BVB eröffnet

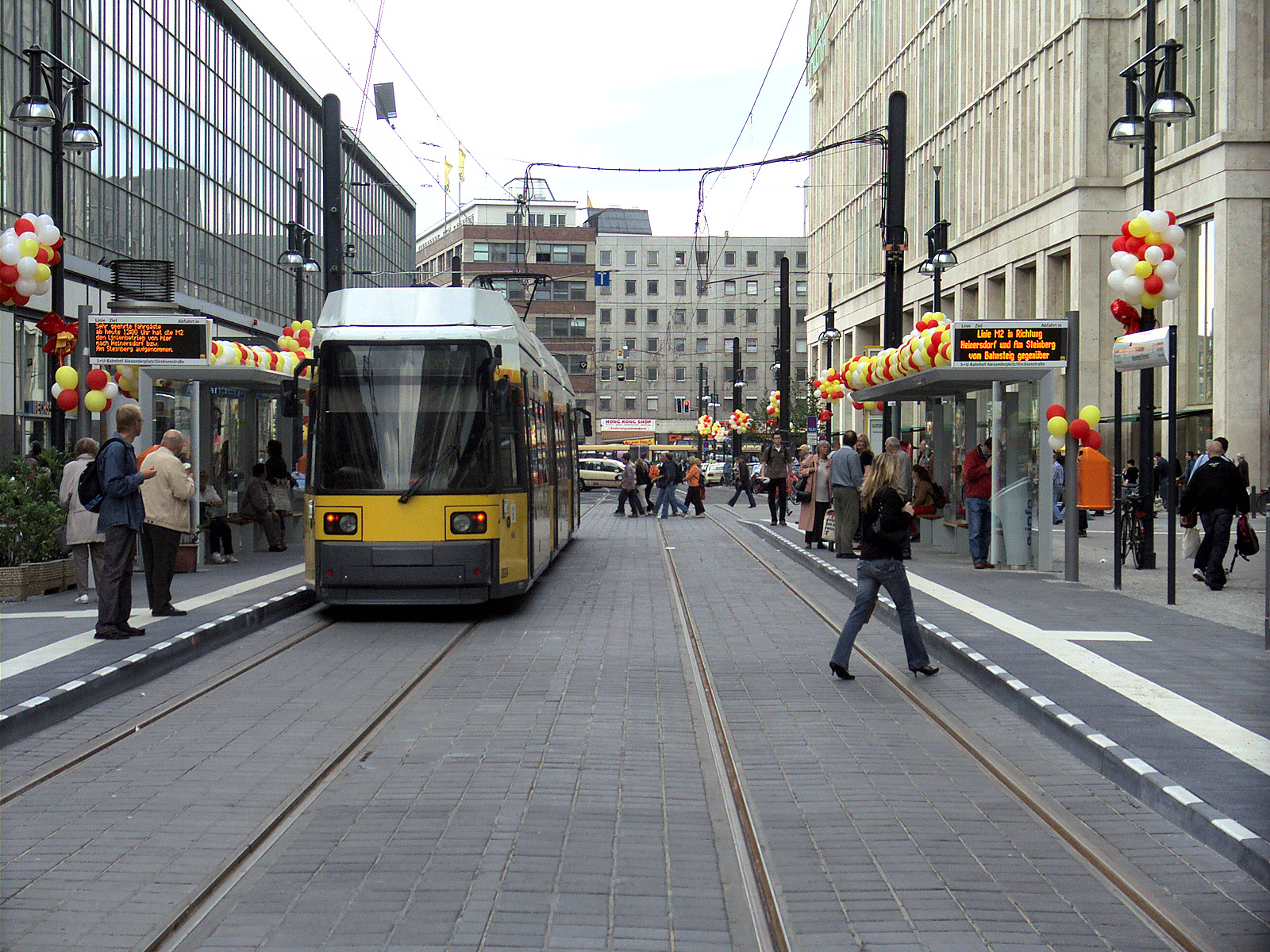
Seit 2007 fahren die Züge von der Prenzlauer Allee direkt zum Alexanderplatz (Anbindung Dircksenstraße)

Von 1951 bis 1990 wurden folgende Strecken in Ost-Berlin eröffnet:
| Datum      | Strecke |
| ---------- | --- |
| 02.08.1951 | Ehrlichstraße, Blockdammweg |
| 02.08.1951 | Buschallee (zw. Kniprodeallee [heute Hansastraße] und Suermondtstraße), Suermondtstraße |
| 02.08.1951 | Markgrafendamm, Hauptstraße (zw. Markgrafendamm und Karlshorster Straße) |
| 15.02.1953 | Groß-Berliner Damm |
| 13.06.1953 | Falkenberger Straße (heute Gehrenseestraße, Gartenstadt Hohenschönhausen) |
| 17.05.1954 | Friedenstraße, Friedrichsberger Straße, Lebuser Straße |
| 28.01.1962 | S-Bahnhof Adlershof (Westseite) |
| 14.12.1965 | Langhansstraße (zw. Gustav-Adolf-Straße und Prenzlauer Promenade) |
| 18.05.1966 | Stralauer Platz |
| 01.08.1966 | Holzmarktstraße (zw. Krautstraße und Andreasstraße) |
| 16.09.1966 | Stahlheimer Straße (zw. Wichertstraße und Wisbyer Straße) |
| 12.12.1966 | Mollstraße (zw. Leninplatz [heute Platz der Vereinten Nationen] und Hans-Beimler-Straße [heute Otto-Braun-Straße]) |
| 02.01.1967 | Mollstraße (zw. Hans-Beimler-Straße [heute Otto-Braun-Straße] und Prenzlauer Allee) |
| 14.11.1971 | Bleicheroder Straße, Stiftweg |
| 02.11.1975 | Herzbergstraße (ab Siegfriedstraße), Allee der Kosmonauten (bis Rhinstraße), Rhinstraße (zw. Allee der Kosmonauten und Straße der Befreiung [heute Alt-Friedrichsfelde])                                                                                                 |
| 06.04.1979 | Allee der Kosmonauten (zw. Rhinstraße und Schleife Elisabethstraße) |
| 17.03.1980 | Altenhofer Straße, Leninallee (heute Landsberger Allee), S-Bahnhof Marzahn |
| 06.10.1982 | Marzahner Promenade, Bruno-Leuschner-Straße (heute Raoul-Wallenberg-Straße), Allee der Kosmonauten (zw. Leninallee [heute Landsberger Straße] und Schleife Elisabethstraße), Trasse Lea-Grundig-Straße/Max-Hermannstraße/Trusetaler Straße (bis Schleife Henneckestraße) |
| 21.12.1984 | Wartenberger Straße, Rüdickenstraße, Zingster Straße |
| 01.04.1985 | Rhinstraße (zw. Hauptstraße und Allee der Kosmonauten) |
| 01.04.1985 | Leninallee (heute Landsberger Allee, zw. Allee der Kosmonauten und Betriebshof Marzahn) |
| 06.10.1986 | Schleife Henneckestraße bis Schleife Ahrensfelde |
| 10.08.1987 | Kniprodeallee, Falkenberger Chaussee (bis Prerower Platz) |
| 20.08.1988 | Falkenberger Chaussee (zw. Prerower Platz und Schleife Falkenberg) |

### Streckenstilllegungen

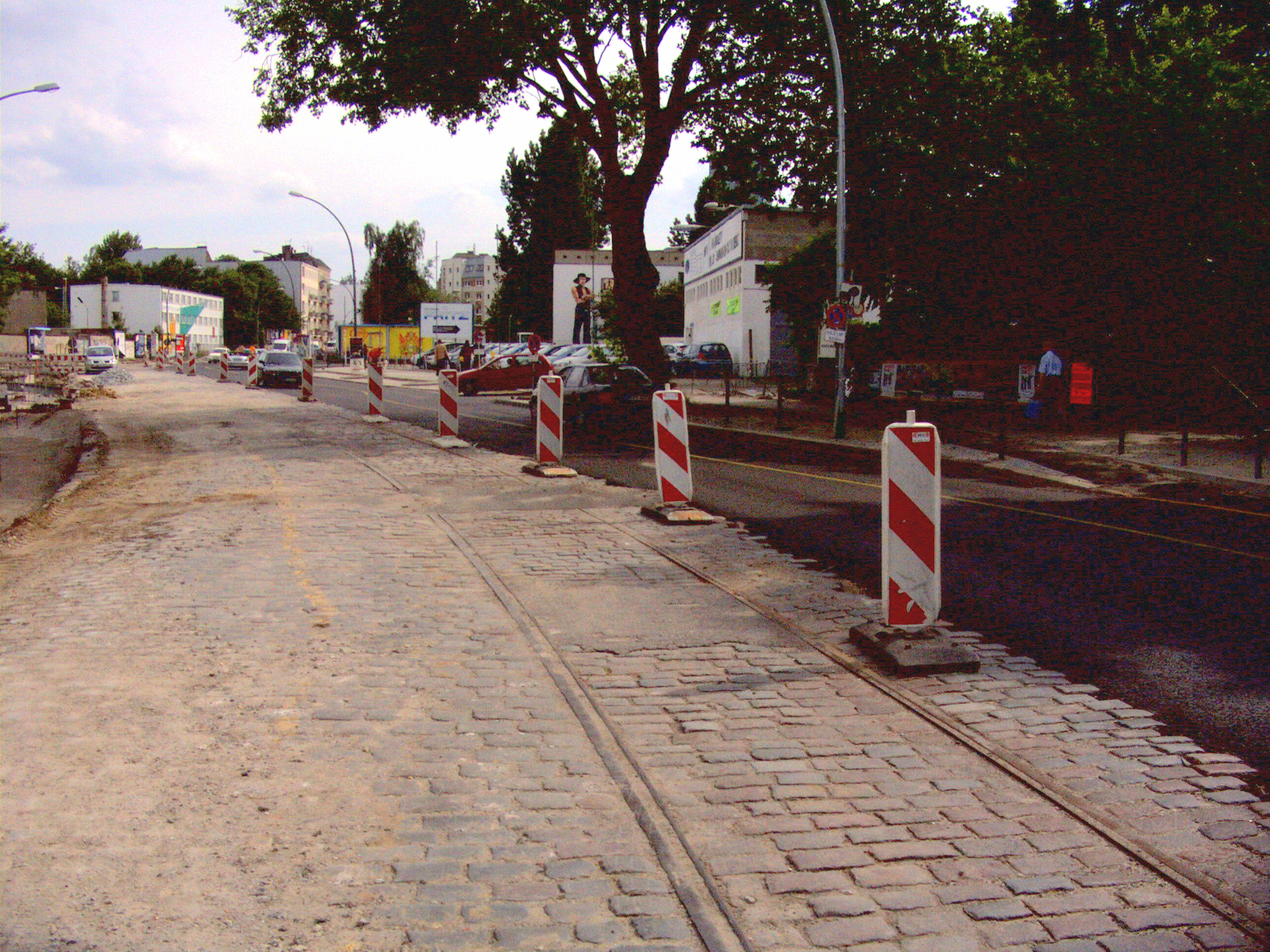
Bis 1967 verkehrte auf dem Markgrafendamm eine Straßenbahn – erst 40 Jahre später wurden die letzten Gleisreste beseitigt.

Von 1950 bis 1990 wurden unter anderem folgende Strecken stillgelegt:
| Datum      | Strecke |
| ---------- | --- |
| 14.10.1950 | Waltersdorfer Chaussee, Mittelstraße (Schönefeld) |
| 19.03.1951 | Königstraße, Spandauer Straße (zw. Königstraße und Molkenmarkt), Schloßplatz, Werderstraße, Französische Straße (bis Charlottenstraße, Lindentunnel, Oberwallstraße, Jerusalemer Straße)                                                                              |
| 02.01.1952 | Elsenstraße (zw. Plesser Straße und Heidelberger Straße) |
| 03.03.1952 | Stalinallee (zw. Andreasstraße und Jacobystraße) |
| 16.06.1952 | Charlottenstraße (zw. Unter den Linden und Clara-Zetkin-Straße) |
| 16.01.1953 | Ebertstraße (zw. Potsdamer Platz und Clara-Zetkin-Straße) |
| 16.01.1953 | Breite Straße (Mitte) |
| 16.01.1953 | Wollankstraße (zw. Sektorengrenze und Breite Straße (Pankow)) |
| 16.01.1953 | Kopenhagener Straße, Hauptstraße (zw. Sektorengrenze und Wilhelmsruh (Pankow)) |
| 16.01.1953 | Bornholmer Straße (zw. Sektorengrenze und Björnsonstraße) |
| 27.03.1953 | Rosenfelder Straße, Irenenstraße, Weitlingstraße, Lückstraße, Nöldnerstraße, Stadthausstraße, Türrschmidtstraße |
| 11.01.1956 | Kommandantenstraße, Beuthstraße |
| 25.06.1957 | Bulgarische Straße (bis Alt-Treptow) |
| 05.06.1959 | Groß-Berliner Damm |
| 30.08.1959 | Alt-Stralau, Tunnelstraße |
| 13.11.1959 | Bulgarische Straße (zw. Alt-Treptow und Köpenicker Landstraße) |
| 01.08.1960 | Puschkinallee, Am Treptower Park (zw. Puschkinallee und Elsenstraße) |
| 13.08.1961 | Clara-Zetkin-Straße (zw. Ebertstraße und Planckstraße), Ebertstraße (zw. Brandenburger Tor und Reichstagufer) |
| 13.08.1961 | Oberbaumbrücke |
| 23.08.1961 | Heinrich-Heine-Straße (zw. Dresdner Straße und Schmidstraße) |
| 19.09.1961 | Köpenicker Straße (zw. Schillingbrücke und Brückenstraße) |
| 28.01.1962 | Adlergestell (zw. Dörpfeldstraße und Köpenicker Straße) |
| 03.08.1962 | Elisabethstraße, Karl-Marx-Allee (zw. Elisabethstraße und Leninallee) |
| 07.01.1965 | Hannoversche Straße |
| 14.12.1965 | Gustav-Adolf-Straße (zw. Langhansstraße und Prenzlauer Promenade) |
| 01.04.1966 | Idastraße, Wackenbergstraße, Buchholzer Straße, Blankenburger Straße |
| 18.05.1966 | Fruchtstraße (zw. Mühlenstraße und Am Ostbahnhof) |
| 04.07.1966 | Breslauer Straße (zw. Andreasstraße und Krautstraße) |
| 25.08.1966 | Heinrich-Heine-Straße (zw. Schmidstraße und Köpenicker Straße) |
| 16.09.1966 | Krügerstraße, Wichertstraße (zw. Stahlheimer Straße und Gudvanger Straße), Gudvanger Straße (zw. Wichertstraße und Krügerstraße) |
| 10.10.1966 | Jacobystraße, Kleine Frankfurter Straße, Leninallee (zw. Alexanderplatz und Leninplatz) |
| 10.10.1966 | Am Ostbahnhof (zw. Fruchtstraße und Andreasstraße) |
| 20.10.1966 | Charlottenstraße, Taubenstraße (Wendeschleife) |
| 19.12.1966 | Prenzlauer Straße, Hans-Beimler-Straße (zw. Alexanderplatz und Mollstraße), Weinmeisterstraße, Jüdenstraße (Wendeschleife) |
| 20.01.1967 | Münzstraße, Memhardstraße, Alexanderplatz, Alexanderstraße (zw. Alexanderplatz und Wallnerstraße) |
| 12.12.1967 | Stralauer Allee, Markgrafendamm |
| 19.10.1968 | Wallnerstraße, Raupachstraße (Wendeschleife), Alexanderstraße (zw. Wallnerstraße und Holzmarktstraße) |
| 01.07.1969 | Dönhoffplatz (Wendeschleife) |
| 01.07.1969 | Stralauer Platz, Mühlenstraße, Warschauer Straße (zw. Mühlenstraße und Helsingforser Platz) |
| 13.10.1969 | Karlshorster Straße, Stubenrauchbrücke |
| 24.08.1970 | Leipziger Straße, Spittelmarkt, Wallstraße, Inselstraße, Köpenicker Straße (zw. Inselstraße und Brückenstraße), Brückenstraße, Jannowitzbrücke, Holzmarktstraße, Andreasstraße, Lebuser Straße, Friedrichsberger Straße, Friedenstraße                                |
| 01.04.1971 | Baumschulenstraße, Hasselwerderstraße, Schnellerstraße (zw. Hasselwerderstraße und Bruno-Bürgel-Weg), Bruno-Bürgel-Weg |
| 08.11.1971 | Damerowstraße |
| 14.07.1973 | Wiener Brücke (Wendeschleife), Karl-Kunger-Straße, Plesser Straße, Elsenstraße, Am Treptower Park (zw. Elsenstraße und Bulgarische Straße), Köpenicker Landstraße, Schnellerstraße (zw. Köpenicker Landstraße und Brückenstraße), Wendeschleife S-Bahnhof Schöneweide |
| 01.11.1975 | Straße der Befreiung |
| 01.03.1983 | Falkenberger Straße, Arnimstraße |

## Seit der Wiedervereinigung

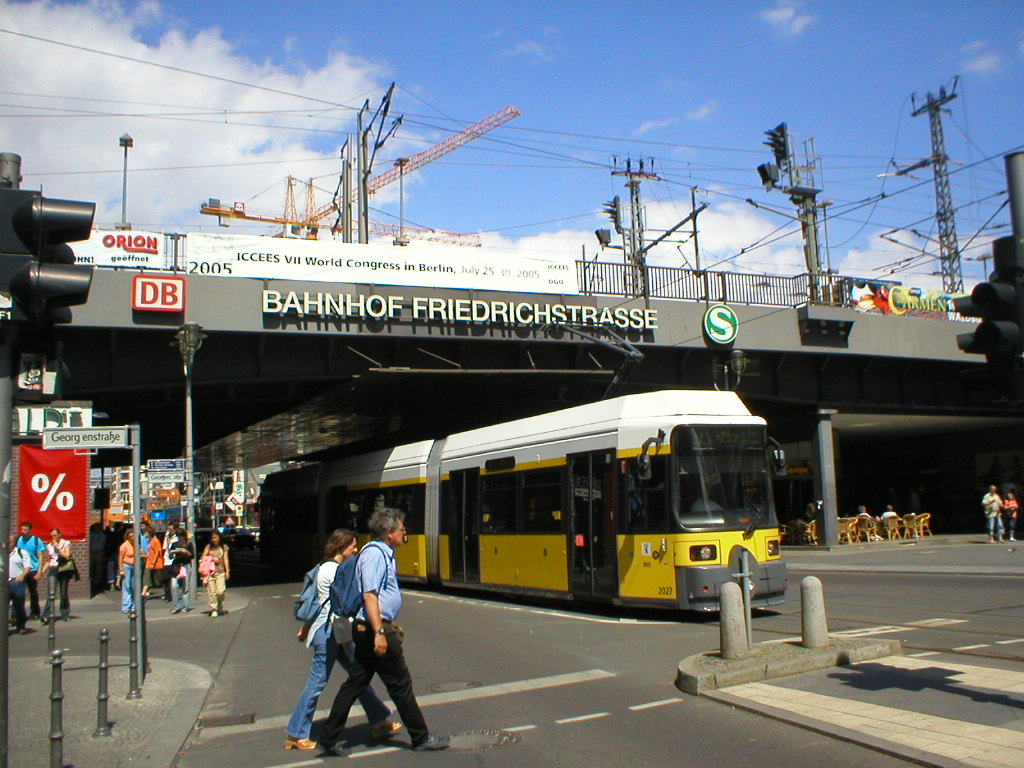
Seit 1997 fahren Straßenbahnen direkt zum Bahnhof Friedrichstraße

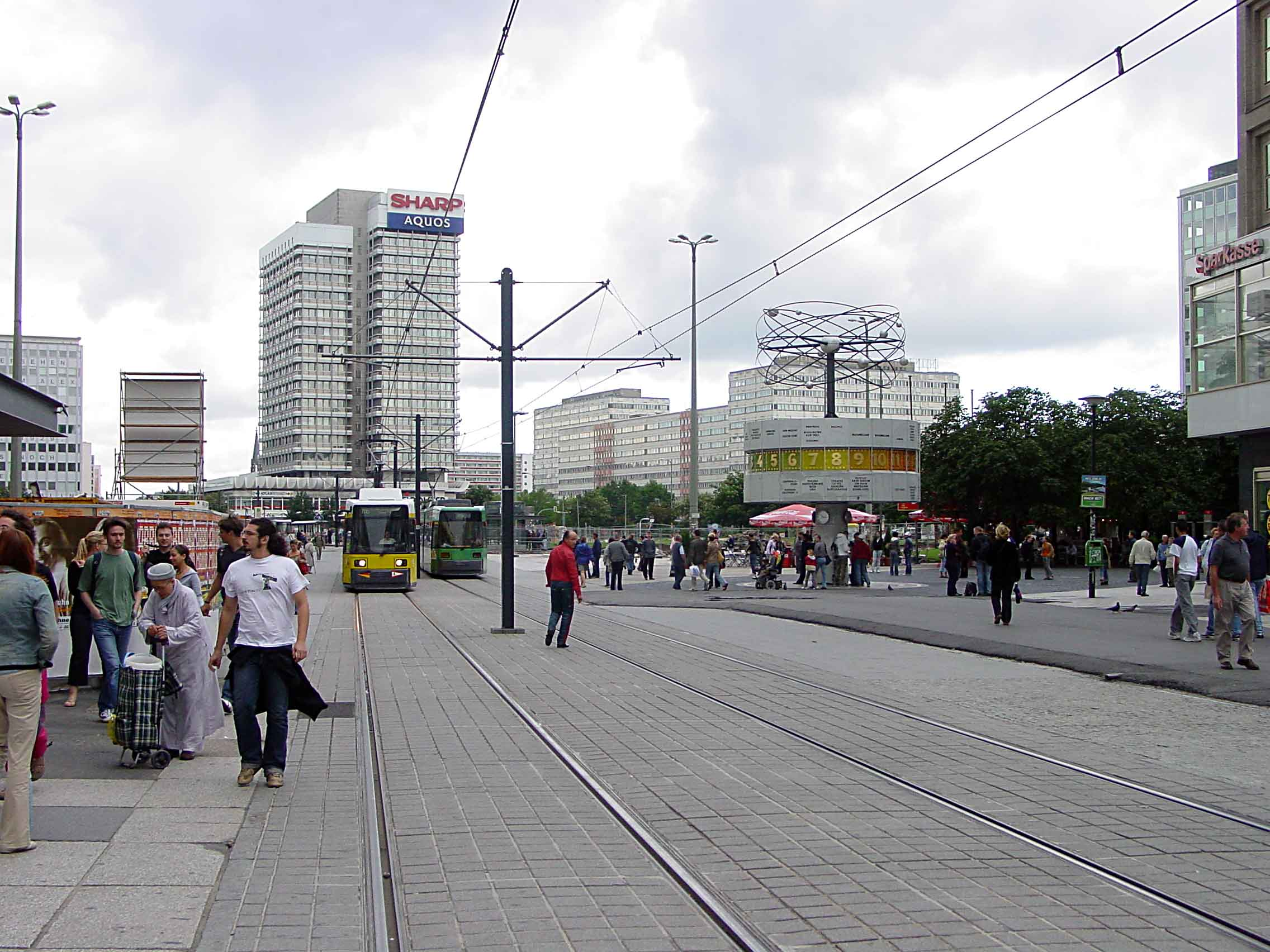
Seit 1998 fährt die Straßenbahn wieder auf dem Alexanderplatz. Im Hintergrund sind die Weltzeituhr und das Haus des Reisens zu sehen

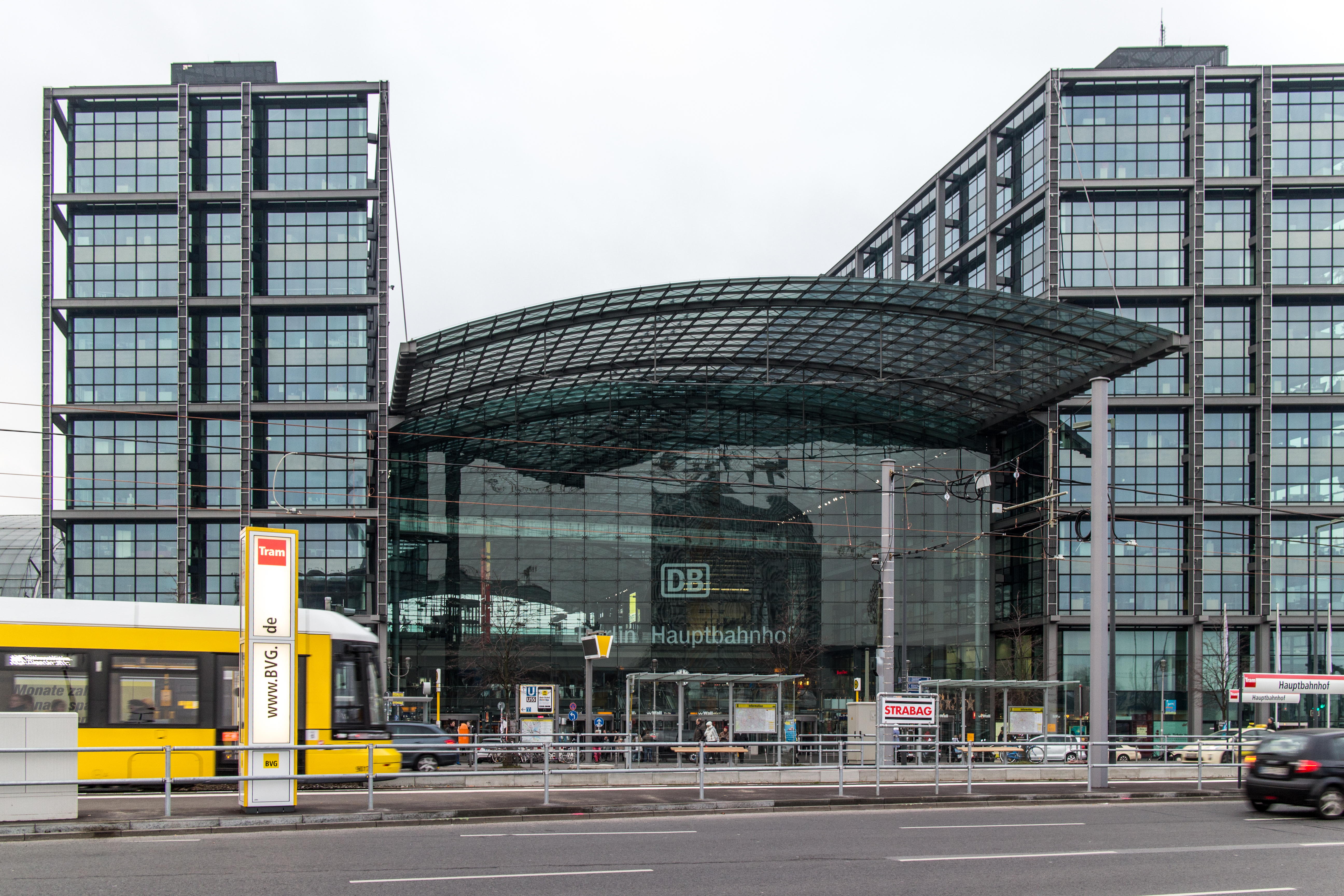
Straßenbahn der Linie M5 am 14. Dezember 2014, dem ersten Tag des regulären Straßenbahnbetriebs am Hauptbahnhof

Im Jahr 1992 wurden BVG (West) und BVB (Ost) wieder zur BVG vereinigt, das Unternehmen nannte sich nun Berliner Verkehrsbetriebe. Neben Bus- und U-Bahn-Linien betrieb die neue BVG auch die nur in den östlichen Bezirken verkehrende Straßenbahn. Es gab einige kritische Stimmen gegenüber der Straßenbahn, die deren teilweise Abschaffung forderten.
Vor allem gab es Überlegungen, die nach Pankow verkehrenden Straßenbahnlinien stillzulegen, da einerseits die Straßenbahnen in der Schönhauser Allee parallel zur U-Bahn-Linie U2 fahren und andererseits der Streckenast nach Rosenthal nicht ausgelastet sei. Dies war jedoch nicht durchzusetzen und so präsentierte bald darauf der Senator für Verkehr Herwig Haase Pläne für die Reaktivierung der Straßenbahn in den westlichen Bezirken. Eine neue Strecke sollte von der Warschauer Straße zum Hermannplatz führen, ebenso sollte die Straßenbahn von der Björnsonstraße über die Bornholmer Straße bis zur Seestraße weitergeführt werden. Weiter existierten Pläne für eine Strecke durch die Leipziger Straße zum Potsdamer Platz und für ein isoliertes Straßenbahnnetz in Spandau.
1995 wurde die erste Strecke über die Bornholmer Straße in zwei Etappen Richtung Westen eröffnet. Das Rudolf-Virchow-Klinikum sowie die U-Bahnhöfe Seestraße in Wedding und Osloer Straße in Gesundbrunnen gelegen, sind seitdem wieder an das Straßenbahnnetz angeschlossen.
Seit 1997 befindet sich direkt am Bahnhof Friedrichstraße eine Straßenbahn-Haltestelle. Zuvor war ein längerer Fußweg zurückzulegen, um zu dem in der gleichen Zeit sanierten Bahnhof zu kommen. Seitdem halten die Straßenbahnen in der Wendeschleife Am Kupfergraben in der Nähe der Humboldt-Universität und der Museumsinsel.
Im Jahr darauf folgte die Wiedereröffnung der Straßenbahn am Alexanderplatz. Diese fährt nun direkt von der Kreuzung Moll-, Ecke Otto-Braun-Straße kommend über den Platz und hält sowohl am U-Bahnhof der U2 wie am Bahnhofsgebäude der Regional- und S-Bahn, wo ein direkter Übergang zur U5 und zur U8 besteht. Die von Kritikern befürchtete Zunahme von Personenunfällen der Straßenbahn in der Fußgängerzone ist nicht eingetreten.
Im Jahr 2000 verlängerte die BVG die Straßenbahngleise von der bisherigen Endhaltestelle an der Revaler Straße über den S-Bahnhof Warschauer Straße direkt bis zum gleichnamigen U-Bahnhof. Da hier kein Platz für eine Wendeschleife bestand, wurde ein stumpf endendes Gleis eingerichtet. Dafür wurden Zweirichtungsfahrzeuge beschafft. Die Gleise, die 1995 auf der Oberbaumbrücke verlegt worden sind, bleiben dagegen weiter ungenutzt, da eine Verlängerung der Straßenbahn bis zum Hermannplatz erst langfristig geplant ist. 2019 wurden die Gleise deshalb wieder im Rahmen von Sanierungsarbeiten auf der Oberbaumbrücke entfernt.
Seit demselben Jahr fährt die Straßenbahn in Pankow über die bisherige Endstation Französisch Buchholz Kirche weiter bis zur Guyotstraße, womit die dortigen Neubaugebiete an das Netz angeschlossen wurden.
2006 eröffnete die BVG die zweite Strecke im Westteil der Stadt, die Linie M10 fährt seitdem von ihrer bisherigen Endhaltestelle Eberswalder Straße durch die Bernauer Straße in Gesundbrunnen weiter zum Nordbahnhof in Mitte. Die Verlängerung in Richtung Hauptbahnhof erfolgte im August 2015.
Im Mai 2007 wurde eine Neubaustrecke vom Prenzlauer Tor über die Karl-Liebknecht-Straße zum Alexanderplatz in Betrieb genommen, wo die Linie M2 direkt am S- und Regionalbahnhof endet, statt wie bisher über den Rosa-Luxemburg-Platz zum Hackeschen Markt zu verkehren. Längerfristig ist geplant, die Strecke über die Rathausstraße und die Leipziger Straße in Richtung Potsdamer Platz zu verlängern. Ein Großteil der Schienen ist dafür in der Leipziger Straße bereits verlegt worden. Die bisherige Strecke in der Alten und Neuen Schönhauser Straße wird nicht mehr im Linienverkehr betrieben, sondern nur als Betriebsstrecke erhalten.
Am 4. September 2011 wurden die Strecken der Linien 60 und 61 vom S-Bahnhof Adlershof um 1,5 Kilometer in den Wissenschafts- und Wirtschaftsstandort Adlershof verlängert. Dafür entstanden drei neue Haltestellen. Endpunkt der Linie ist die Karl-Ziegler-Straße am Campus Adlershof der Humboldt-Universität.
Zum Fahrplanwechsel am 14. Dezember 2014 wurde die Straßenbahn durch die Invalidenstraße zum Hauptbahnhof mit der Endhaltestelle Lüneburger Straße in der Straße Alt-Moabit eröffnet und ist damit die dritte neue Strecke im ehemaligen Westteil Berlins. Der Spatenstich für die Verlängerung der M10 bis zum U-Bahnhof Turmstraße erfolgte am 11. August 2021. Der Verlauf der Neubaustrecke sind die Haltestellen Alt-Moabit/Rathenower Str., Kriminalgericht Moabit, Turmstr./Lübecker Str. und schließlich die neue Endhaltestelle U Turmstr. Ursprünglich geplant für das 1. Halbjahr 2023, wurde dieses Teilstück schließlich am 9. September 2023 eröffnet.

### Streckeneröffnungen
Folgende Strecken wurden nach der Wiedervereinigung eröffnet:
| Datum      | Strecke |
| ---------- | --- |
| 01.05.1991 | Zossener Straße, Stendaler Straße, Riesaer Straße                                                                                                   |
| 14.10.1995 | Bornholmer Straße, Osloer Straße |
| 20.12.1997 | Friedrichstraße, Dorotheenstraße |
| 25.10.1997 | Seestraße |
| 18.12.1998 | Otto-Braun-Straße (ab Mollstraße), Wadzeckstraße, Alexanderplatz, Karl-Liebknecht-Straße (zw. Gontardstraße und Spandauer Straße), Spandauer Straße |
| 28.05.2000 | Warschauer Straße (bis U-Bahnhof) |
| 29.09.2000 | Weiterführung der Straßenbahnlinie 50 von Franz. Buchholz, Kirche zur Guyotstraße                                                                   |
| 28.05.2006 | Bernauer Straße |
| 30.05.2007 | Karl-Liebknecht-Straße (zw. Mollstraße und Gontardstraße), Dircksenstraße                                                                           |
| 04.09.2011 | Rudower Chaussee (zw. S Adlershof und Max-Born-Straße), Max-Born-Straße, Karl-Ziegler-Straße (WISTA)                                                |
| 14.12.2014 | Chausseestraße (Wiedereröffnung) – Invalidenstraße – Hauptbahnhof – Alt-Moabit                                                                      |
| 30.10.2021 | Karl-Ziegler-Straße (WISTA) – S-Bahnhof Schöneweide                                                                                                 |
| 09.09.2023 | Alt-Moabit – Rathenower Straße – Turmstraße – U-Bahnhof Turmstraße                                                                                  |

### Streckenstilllegungen

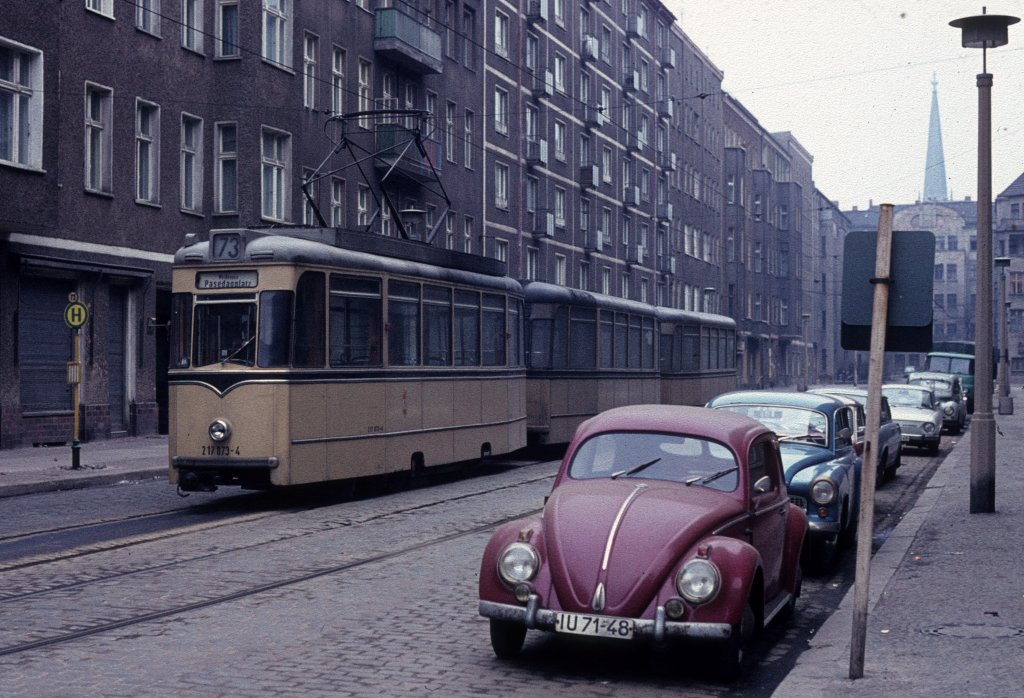
Rekowagen in der Wöhlertstraße, 1974

Seit der Wiedervereinigung wurden folgende Strecken stillgelegt:
| Datum      | Strecke |
| ---------- | --- |
| 01.01.1993 | Trasse S-Bahnhof Adlershof/Köpenicker Straße, Köpenicker Straße, Grünauer Straße, Am Falkenberg (wegen Baufälligkeit der Altglienicker Brücke, heute Ersatz durch Buslinie 163)           |
| 23.05.1993 | Hauptstraße (bis Karlshorster Straße, am S-Bahnhof Ostkreuz) |
| 20.12.1997 | Am Weidendamm (zw. Friedrichstraße und Planckstraße), Planckstraße (zw. Am Weidendamm und Georgenstraße, am, S+U-Bahnhof Friedrichstraße, wegen der neuen Blockumfahrung Am Kupfergraben) |
| 29.09.2000 | Parkstraße, Elfenallee, Gravensteinstraße (Wendeschleife), Grünstraße (Aufgabe wegen der Verlängerung der Linie 50 nach Französisch Buchholz)                                             |
| 30.05.2007 | Alte Schönhauser Straße, Neue Schönhauser Straße (besteht als Betriebsstrecke weiter, Umverlegung der M2 zum Alexanderplatz)                                                              |
| 26.08.2013 | Chausseestraße (zw. Invalidenstraße und Wöhlertstraße), Schwartzkopffstraße, Pflugstraße, Wöhlertstraße (wegen Tram zum Hauptbahnhof, Parallelverkehr mit der U6)                         |

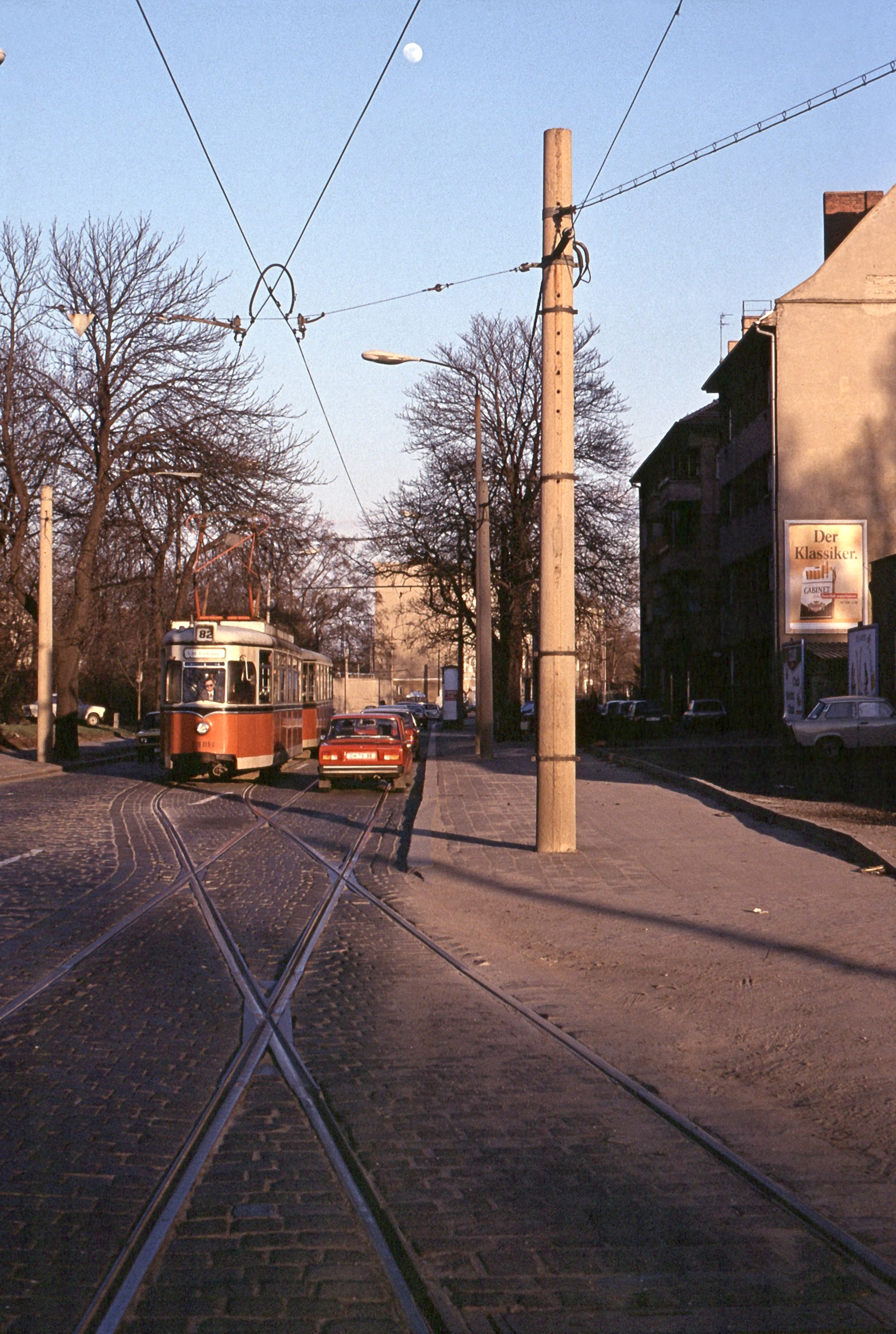
Hauptstraße in Rummelsburg mit Gotha-Großraumwagen, 1991
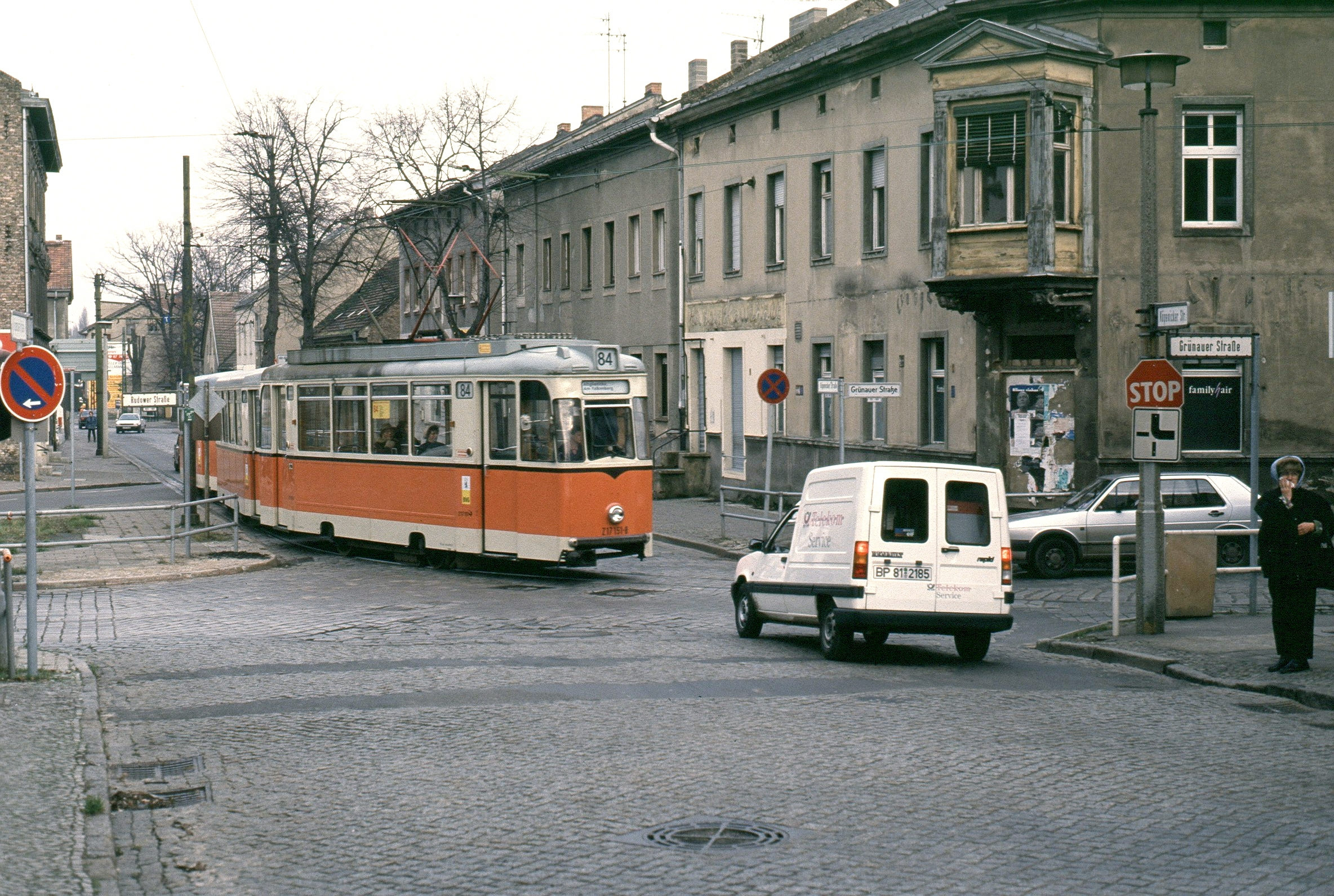
Rekozug in der Köpenicker Straße in Altglienicke, 1992
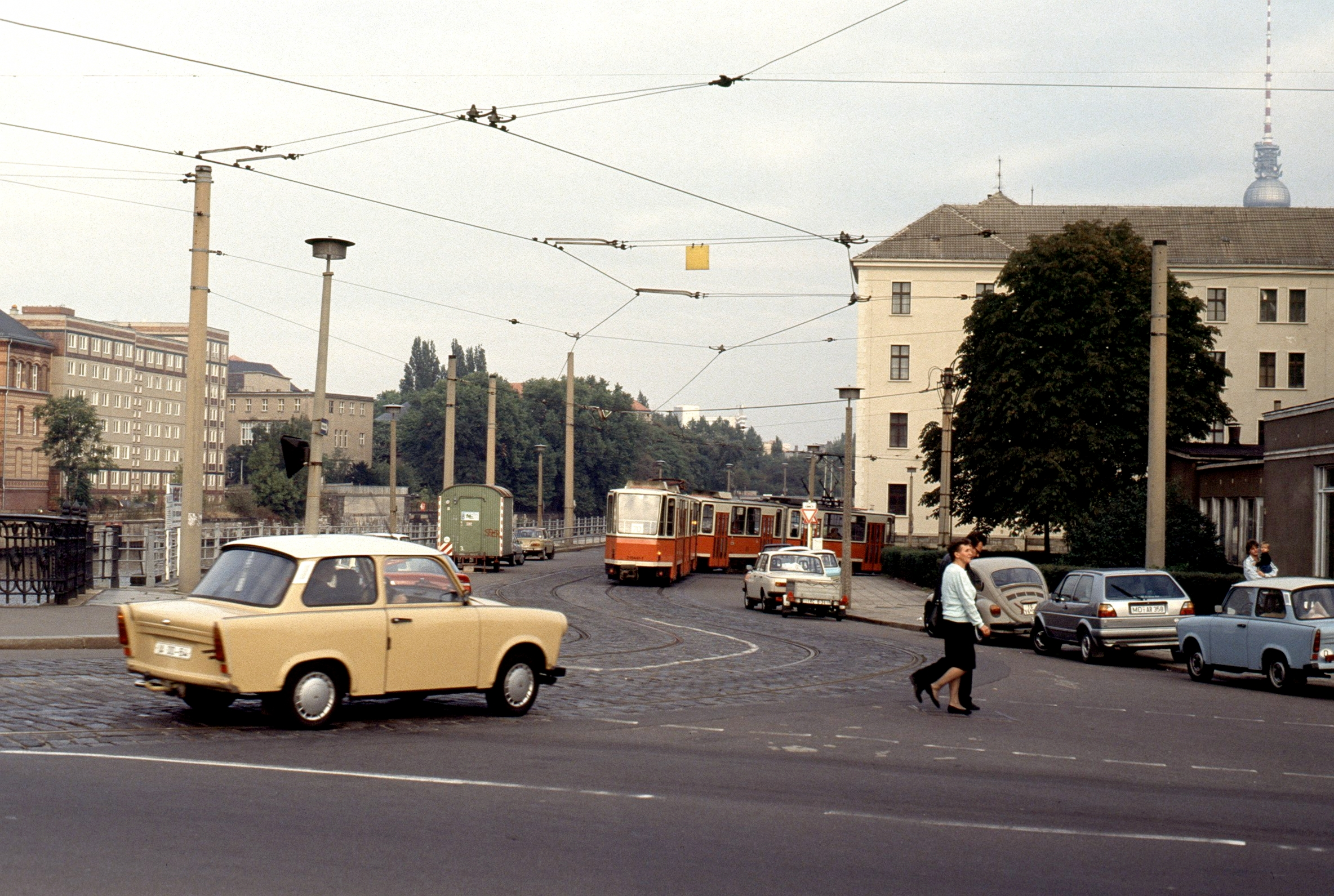
KT4D-Gelenktriebwagen Am Weidendamm 1991
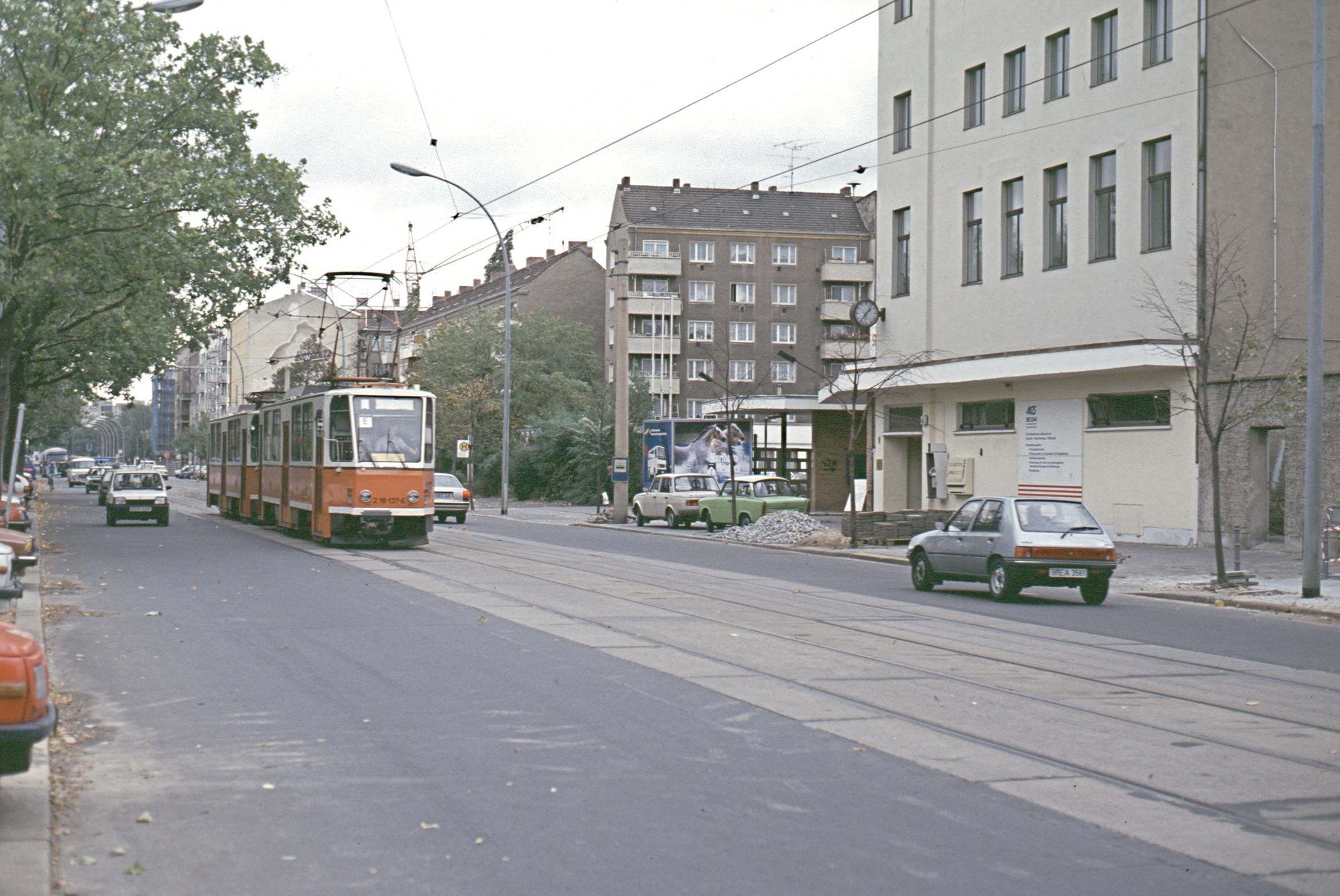
T6A2-Zug in der Chausseestraße, 1991
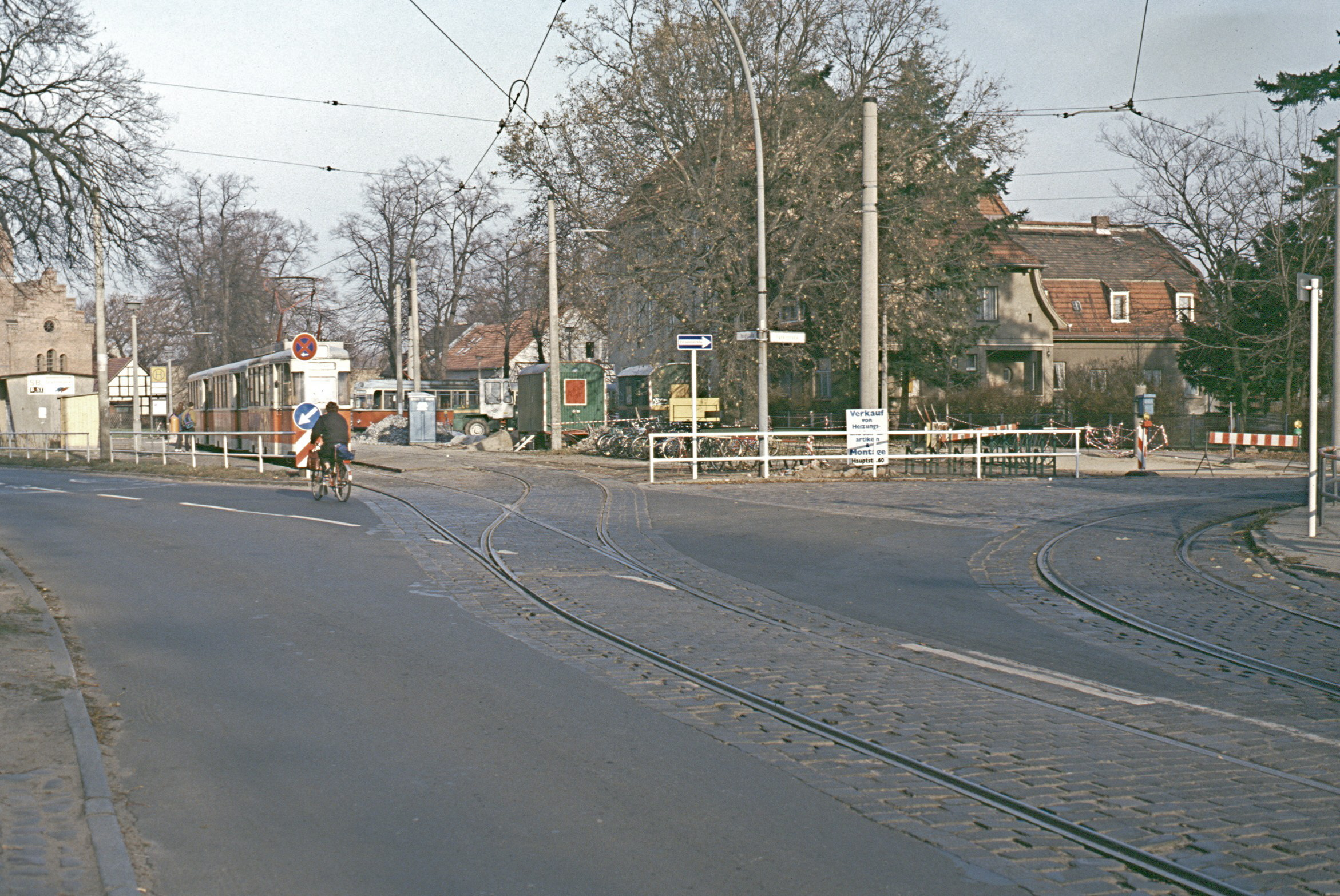
Wendeschleife Gravensteinstraße, 1991

## Betriebsstätten

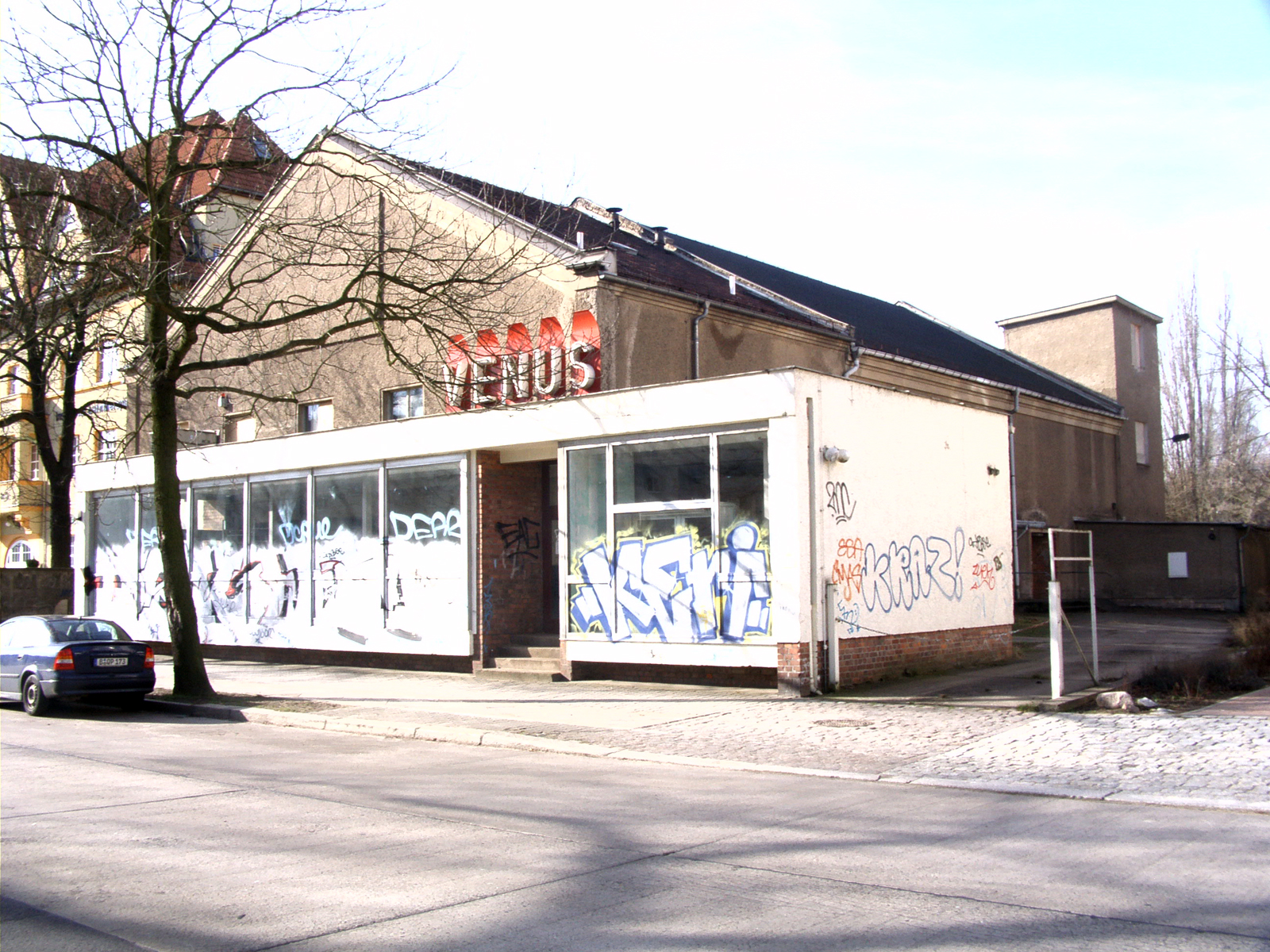
Der ehemalige Betriebshof der Hohenschönhauser Straßenbahn wurde lange Zeit als Kino genutzt

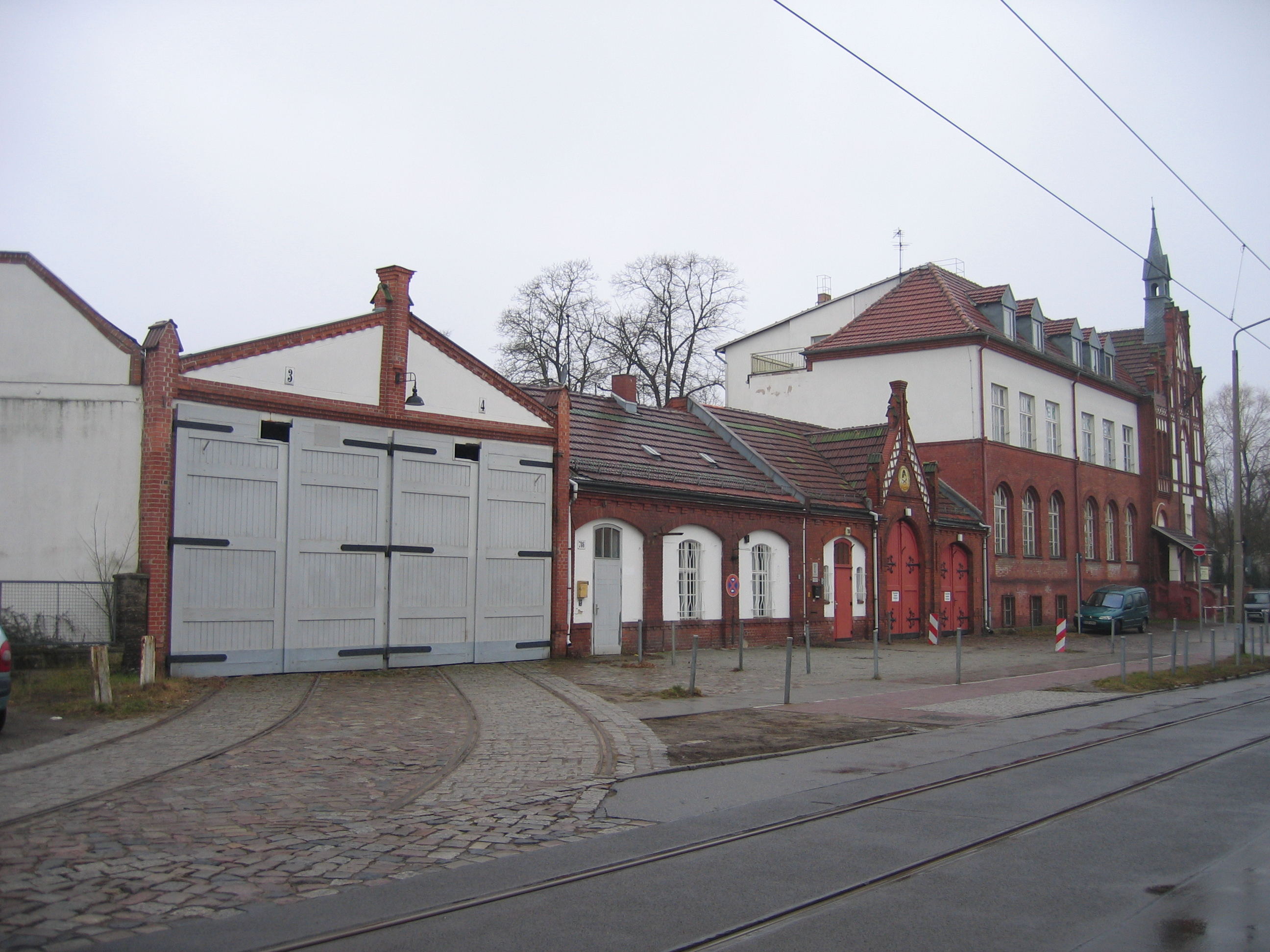
Wagenhalle Schmöckwitz im Februar 2008

Bis zum vollständigen Zusammenschluss zur Berliner Straßenbahn besaß fast jeder Betrieb seine eigenen Depots und Betriebshöfe. Da diese der Größe des Betriebs entsprechend klein ausgelegt waren, wurden die meisten Anlagen bereits in den 1920er Jahren geschlossen.
Der ehemalige Betriebshof Niederschönhausen (Nie) wurde 1901 als Bahnhof 3 der GBS gebaut und war für eine Kapazität von 190 Wagen ausgelegt. Das Depot umfasst eine 19-gleisige Haupthalle sowie eine siebengleisige Wagenhalle, die später als Anbau hinzukam. Seit dem Ende des 20. Jahrhunderts wird die Wagenhalle vom Denkmalpflege-Verein Nahverkehr Berlin (DVN) für das Unterstellen historischer Straßenbahnfahrzeuge genutzt.
Die Wagenhalle Schmöckwitz am Adlergestell wurde zwischen 1912 und 1926 als Betriebshof der Uferbahn sowie zwischen 1945 und 1948 als provisorischer Betriebshof der BVG betrieben, danach diente er nur noch als Wagenhalle. Bis 2006 diente das Gelände dem DVN als Werkstatt und Depot für ihre historischen Fahrzeuge. Seitdem kann die unter Denkmalschutz stehende Wagenhalle nicht mehr für die historischen Straßenbahnen genutzt werden, da bei der Gleisschleifensanierung in Alt-Schmöckwitz keine Weichen in das Liniennetz eingebaut wurden und somit die Wagenhalle von den Gleisen der Straßenbahnlinie 68 abgetrennt wurde.
In der Nacht zum 31. August 2008 kam es zu einem Brand, der das Gebäude zerstörte. Zu dieser Zeit befand sich noch der historische Triebwagen 4305 vom Typ TF 21 S in der Halle, der ebenfalls zerstört wurde.
Die Reste der Brandruine wurden im Herbst 2022 abgetragen.
| Betriebshof  | Ort                 | Eröffnet | Erbaut durch                    |
| ------------ | ------------------- | -------- | ------------------------------- |
| Köpenick     | Wendenschloßstraße  | 1903     | Städtische Straßenbahn Cöpenick |
| Weißensee    | Bernkasteler Straße | 1912     | Große Berliner Straßenbahn      |
| Lichtenberg  | Siegfriedstraße     | 1913     | Große Berliner Straßenbahn      |
| Marzahn      | Landsberger Allee   | 1985     | Berliner Verkehrsbetriebe       |
| Nalepastraße | Nalepastraße        | 1901     | Berliner Ostbahnen              |

## Fahrzeuge

### Von individuellen Fahrzeugtypen zu neuen Serienwagen

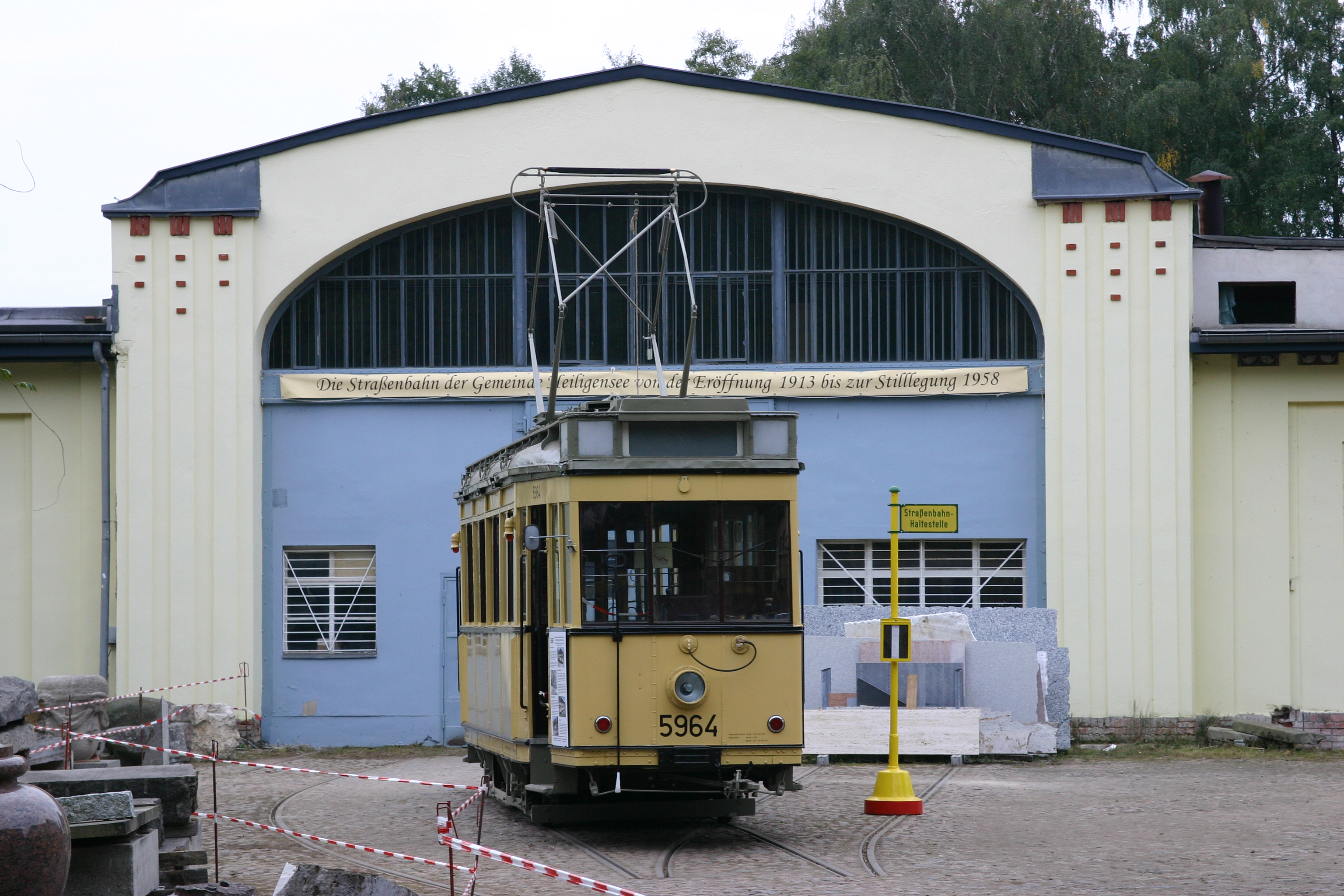
Berlin Triebwagen 5964 Typ T 24 vor dem ehemaligen Straßenbahndepot in Heiligensee

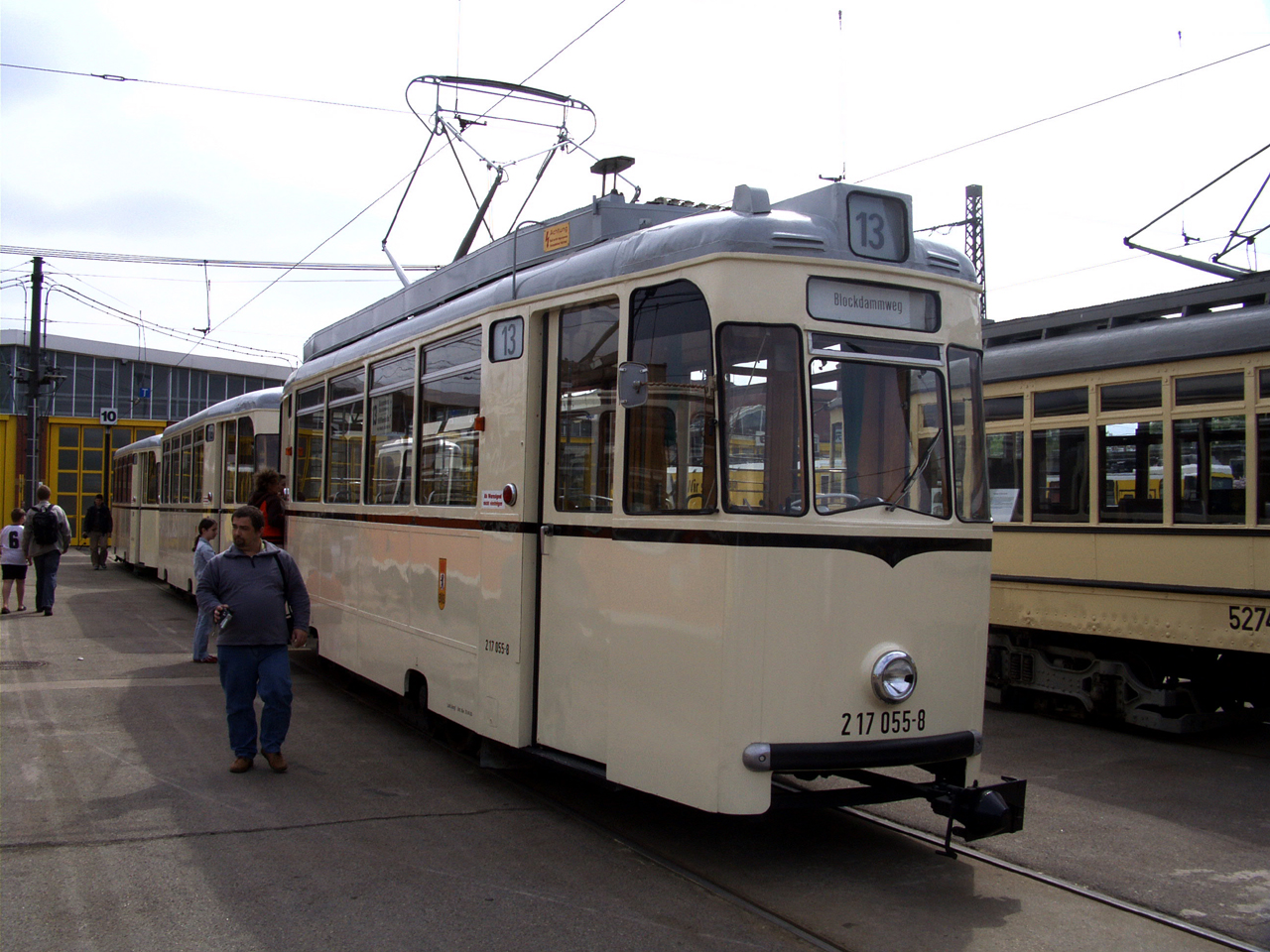
Reko-Wagen der Baureihe TE 59

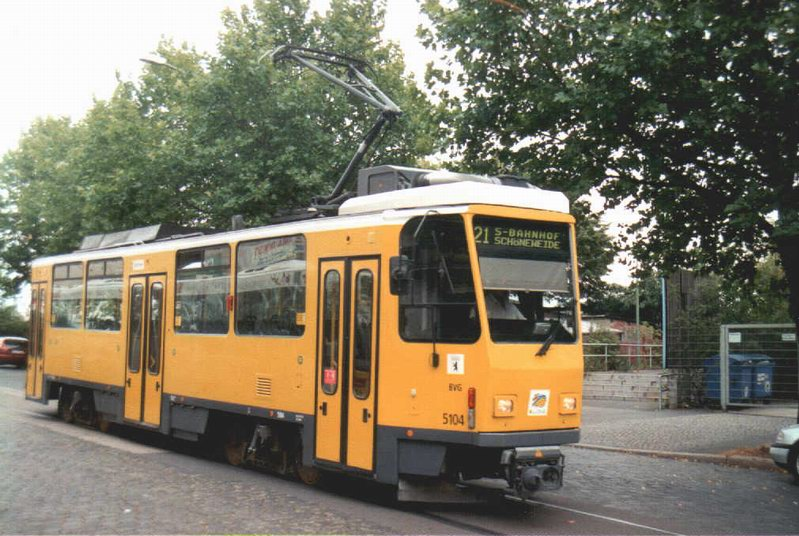
Modernisierter Tatra-Vierachser T6A2D-M, Baujahr 1988

Da sich die verschiedenen Straßenbahn-Gesellschaften erst 1929 zur BVG zusammengeschlossen hatten, prägten damals mehrere Fahrzeugtypen verschiedener Hersteller das Stadtbild.
Die ersten einheitlichen Fahrzeugtypen waren die Bauart 1920/21 (ab 1934: TF 20/29, B 21) sowie die von Bruno Paul gestaltete Bauart 1924/25 (ab 1934: T 24, B 24, T 25 und B 25), die mit 1.304 Fahrzeugen die bis dahin größte Anzahl einer für einen Betrieb ausgelieferten Typs war. Später folgten weitere Baureihen wie etwa die Mitteleinstiegstriebwagen der Bauart 1927 (ab 1934: TM 33, TM 34, TM 36). Ihr Einsatz fand noch lange Zeit nach dem Krieg statt, da im Westteil der Stadt wegen der beabsichtigten Einstellung der Straßenbahn und im Ostteil auf Grund von Materialmangel kaum neue Fahrzeuge beschafft wurden. Während des Zweiten Weltkriegs wurde eine größere Serie von Fahrzeugen übernommen, die ursprünglich für den Einsatz bei der Warschauer Straßenbahn vorgesehen waren. Nach Kriegsende gelangten die als „Warschauer“ bezeichneten Fahrzeuge als Reparationsgut letztendlich in die polnische Hauptstadt.
In West-Berlin begann 1952 die Auslieferung der neuen Einrichtungsbaureihe TED 52, es handelte sich um die ersten Einrichtungsfahrzeuge für die Berliner Straßenbahn. Unter anderem die Tatsache, dass neue Wendeschleifen hätten errichtet werden müssen, veranlasste den Beirat der BVG 1954 zur Einstellung der Straßenbahn in West-Berlin innerhalb von 15 Jahren. Umgesetzt wurde diese schon bis 1967, die letzten eingesetzten Fahrzeuge waren die der Baureihe TM 33.

### Aufrüstung vorhandener Wagen
Die in Ost-Berlin verbliebenen Fahrzeuge wurden zunächst elektrisch aufgerüstet, Neubaufahrzeuge wurden kaum ausgeliefert. Ausnahmen bildeten einige Prototypen wie der TDE 52, meist vom Waggonbau Gotha produziert, die jedoch entweder verschrottet oder später den vorhandenen Baureihen angepasst wurden. Ab 1959 begann das Raw Schöneweide, welches die Funktion einer Hauptwerkstatt übernahm, mit dem Umbau der T 24 zu Reko-Wagen der Baureihen TE 59, TE 63 und TE 64. Es wurden sowohl Einrichtungs- als auch Zweirichtungsfahrzeuge hergestellt. Bis in die 1970er Jahre hinein prägten diese Wagen neben den etwa zeitgleich ausgelieferten Gothawagen vom Typ TDE 61 das Stadtbild. Zudem verkehrten einige Vorkriegsbaureihen wie der TM 33. Erst mit der Anschaffung von modernen Tatra-Fahrzeugen konnten die älteren Baureihen ausgemustert werden. Die Reko-Wagen fuhren bis 1996, zuletzt im Köpenicker Teilnetz.
Die letzten von den Berliner Verkehrsbetrieben beschafften Fahrzeuge waren 118 vierachsige Großraumwagen T6A2D und 59 Beiwagen B6A2D, die zwischen 1988 und 1991 in Dienst gestellt wurden. 1995 kamen noch einmal fünf Beiwagen ohne Drehgestelle hinzu, die aus einer stornierten Bestellung der Rostocker Straßenbahn stammten. Sie wurden gleich nach dem Kauf dem Modernisierungsprogramm zugeführt. Sämtliche Fahrzeuge dieser Baureihe wurden bis Dezember 2007 ausgemustert und zum Teil verkauft, da die BVG durch die Reduzierung der Fahrzeugfamilien den Wartungsaufwand verringern wollte. An ihrer Stelle wurden bereits abgestellte modernisierte Gelenkwagen KT4Dt reaktiviert.

### Tatra KT4D

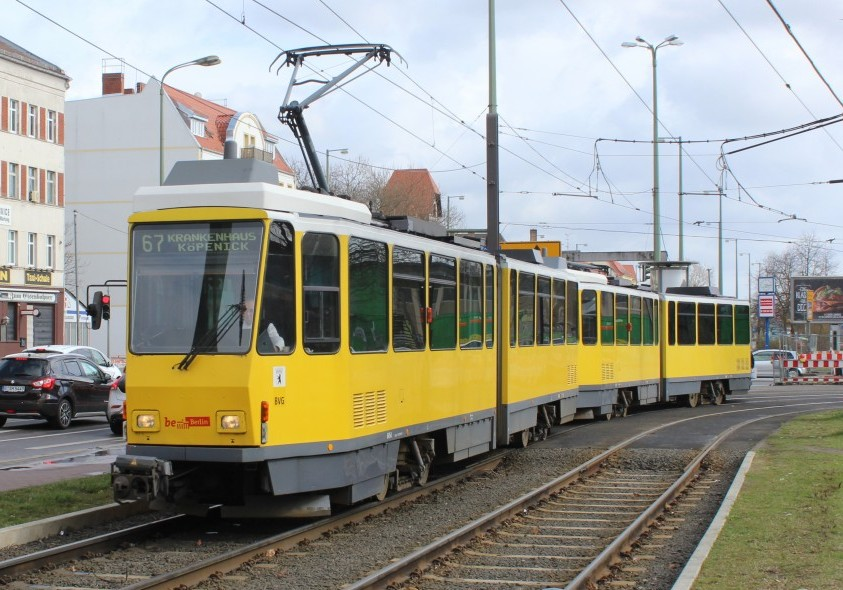
Tatra-Kurzgelenktriebwagen-Doppeltraktion, April 2015

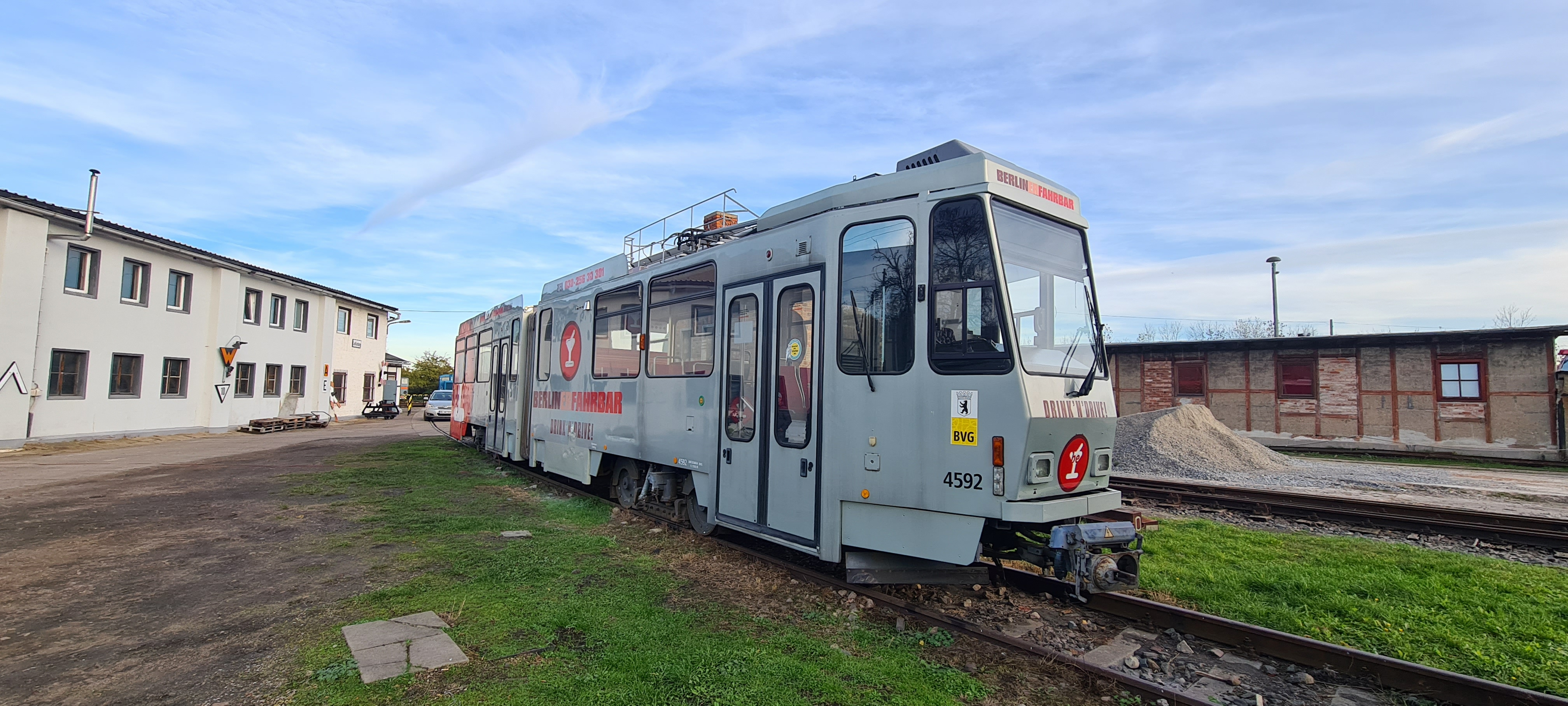
Ehemalige Party-Tram im Eisenbahnmuseum Weimar

Ab Mitte der 1970er Jahre beschafften die Berliner Verkehrsbetriebe neue Wagen des tschechoslowakischen Herstellers ČKD Tatra. Zwischen 1976 und 1987 wurden vierachsige Kurzgelenkwagen des Typs KT4D in Dienst gestellt, einige davon waren eigens für Berlin entwickelte KT4Dt mit Thyristorsteuerung. Die 18,11 m langen und 2,2 m breiten Wagen können 99 Fahrgäste aufnehmen. Sie können in Doppeltraktion eingesetzt werden.
Der erste Wagen vom Typ KT4D traf am 3. April 1976 in Berlin ein. Am 11. September des gleichen Jahres wurde mit drei Wagen der Fahrgastbetrieb aufgenommen. Insgesamt wurden 582 Wagen des Typs KT4D für Berlin gefertigt, darunter 99 KT4Dt. Hinzu kamen ab 1984 noch acht Nullserienfahrzeuge aus Leipzig. Aufgrund des zu schwach ausgelegten Stromnetzes konnte man in Berlin jedoch nicht alle Fahrzeuge einsetzen, sodass man 80 der jüngsten Wagen des Typs KT4D in den Jahren 1989/1990 nach Potsdam und einen nach Cottbus abgab.
Zwischen 1993 und 1997 wurde die Hälfte der Fahrzeuge des Typs KT4D umfangreich modernisiert. Die übrigen wurden bis 1999 verkauft oder verschrottet. Eine erneute Modernisierung der Hochflur-Typen KT4Dt mod/KT4D mod wird aus wirtschaftlichen Gründen von der BVG abgelehnt. Dennoch erhielten 20 KT4D-mod-Wagen im Jahr 2014 eine nach § 57 der BOStrab für acht Jahre geltende Hauptuntersuchung, um Nachfragesteigerungen abfangen zu können. Bis 2017 erhielten weitere KT4D eine Hauptuntersuchung, sodass insgesamt 40 Wagen für weitere Jahre eingesetzt werden können. Die Fahrzeuge sollen mittelfristig durch die neuen Flexity Berlin ersetzt werden.
Am 4. Juli 2014 fand der letzte fahrplanmäßige Einsatz der KT4Dt mod auf der Linie M4 statt. Ab 2018 verkehrten die KT4D nur noch als Verstärkerfahrten (z. B. der M8) und bei Großveranstaltungen. Im Mai 2018 wurde bekannt, dass die BVG einen Bestand von 40 Fahrzeugen bis 2020 betriebsfähig vorhalten wollte. Sie wurden insbesondere für einen zusätzlichen Bedarf über die südliche Rhinstraßenbrücke gebraucht und sollten dort bis zum Ende der Bauarbeiten noch planmäßig auf der Linie M17 verkehren. Anschließend sollte der letzte Abruf neuer Flexity-Berlin-Wagen, getätigt Ende 2018 und im Zulauf ab Mitte 2020, einen erweiterten Bedarf decken. Im Februar 2021 wurde der Einsatz der Tatrawagen noch einmal verlängert, um im Hinblick auf die durch die COVID-19-Pandemie notwendigen Sicherheitsabstände in den Wagen zusätzliche Verstärkerfahrten anbieten zu können. Am 7. Mai 2021 stellte die BVG die letzten KT4D ab.
Berlin hat zwei seiner KT4D für Gesellschaftfahrten, Partys und Feiern umgebaut. Die Umbauten beinhalten Bar, Toilette, neue Sitzanordnung mit Tischen und eine neue Lackierung in Weiß-Gold. Hierfür wurde der Versuchswagen für die Ausschwenktüren 9366 (219 399) genommen. Der Wagen bekam die neue Nummer 4591. Später wurde er nach Gera abgegeben. Hier erhielt er Meterspurdrehgestelle und einen schwarzen Anstrich. Gera gab ihn nach ein paar Jahren an Gotha weiter. Der zweite Wagen ist der modernisierte 6014 (ex 219 232 / 9232). Er hat eine silberne Lackierung und die neue Nummer 4592. Der Wagen wurde wegen einer kostenintensiven Hauptuntersuchung abgestellt und im Oktober 2022 vom Betriebshof Marzahn zum Eisenbahnmuseum Weimar transportiert.

### Fremde Fahrzeuge auf Berliner Gleisen

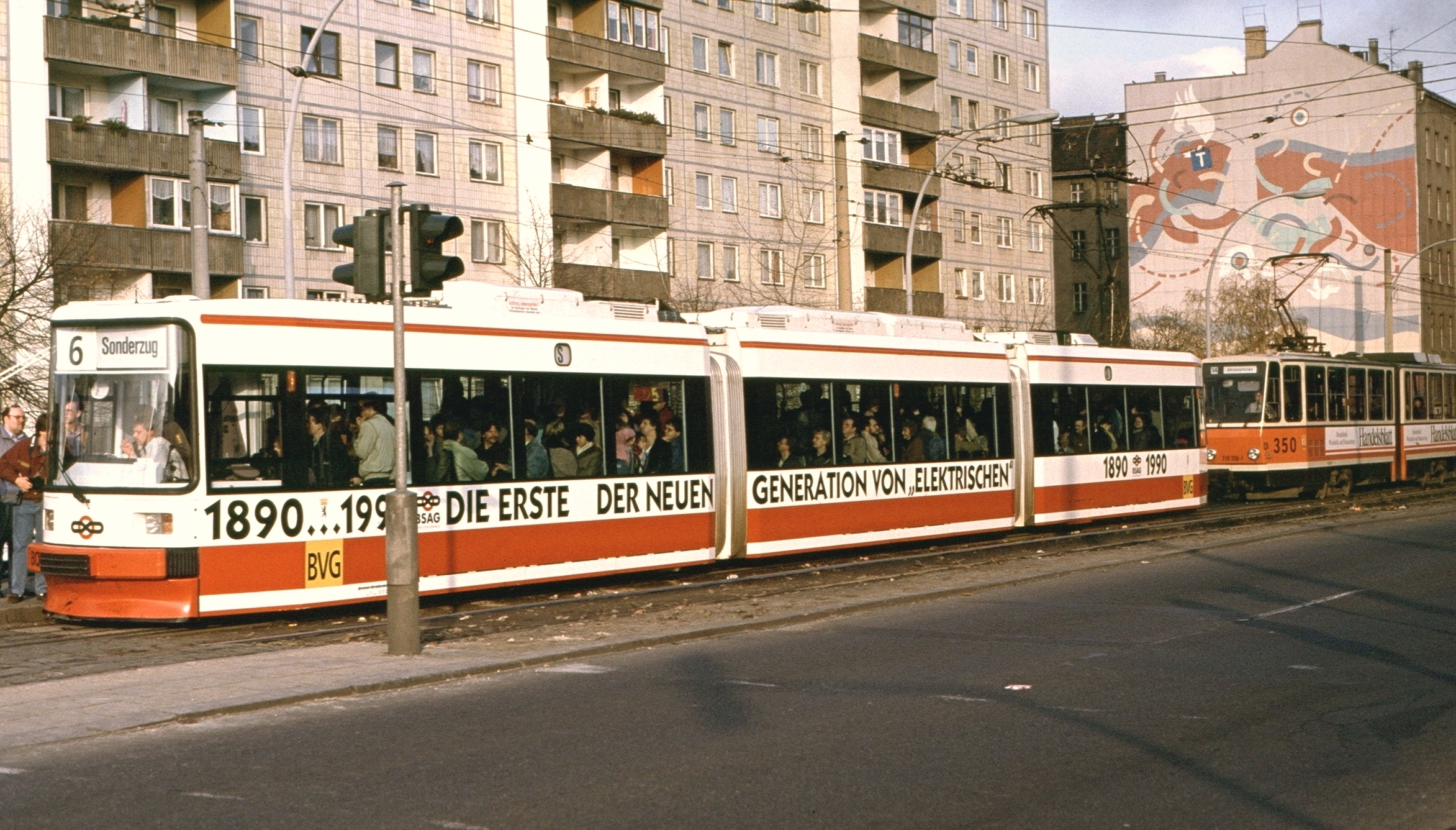
Bremer GT6N als Vorführfahrzeug in Berlin, 1991

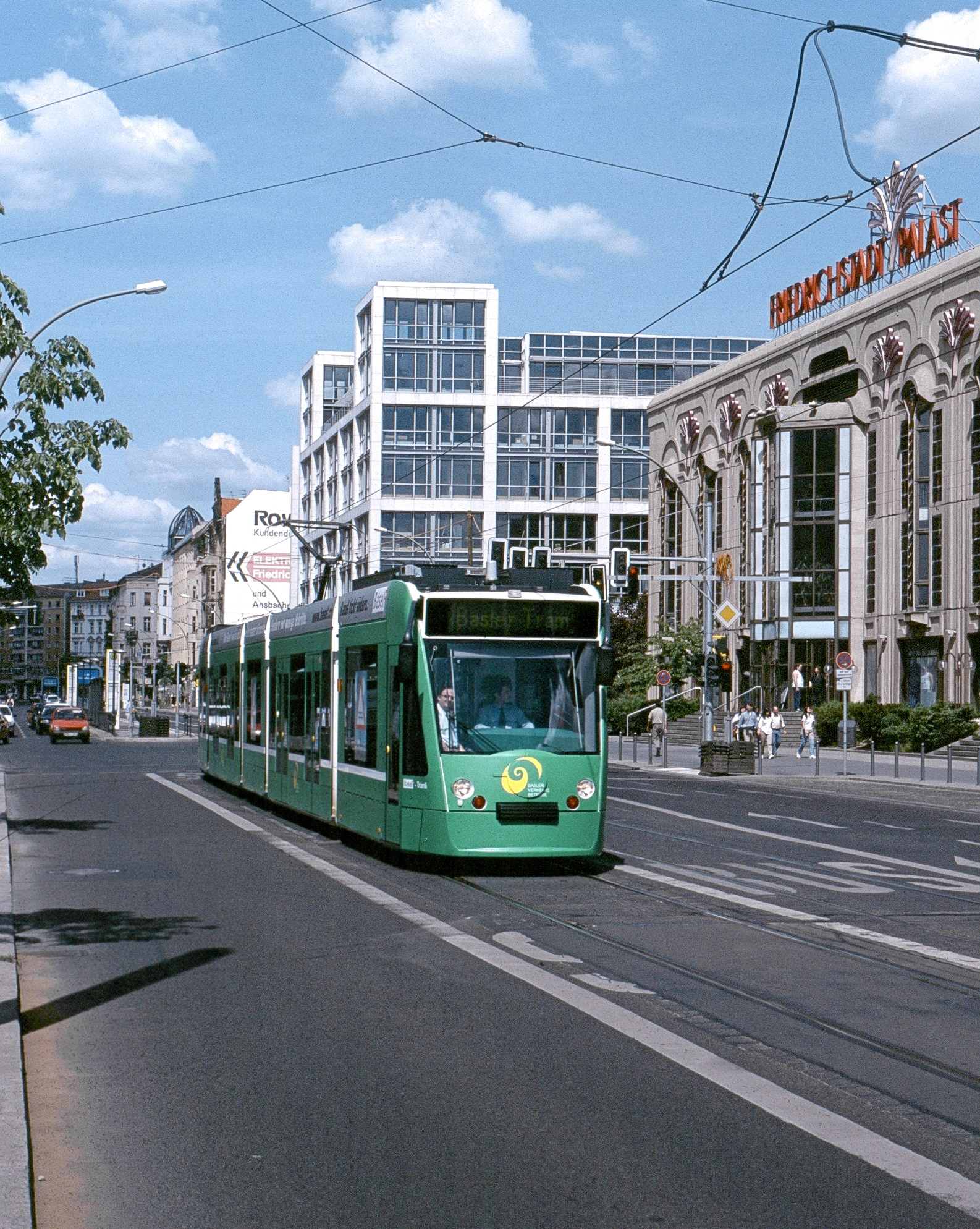
Potsdamer Combino Nr. 411 als Werbewagen für Basel in der Friedrichstraße, 2001

Gelegentlich kamen auf Berliner Straßenbahngleisen Fahrzeuge fremder Betriebe zum Einsatz, sei es als Vorführwagen oder auch zu Werbezwecken. Im November 1991 weilte der Bremer GT6N-Prototyp zu Vorführzwecken in der Stadt und konnte auch von Fahrgästen genutzt werden. 2001 warb die Stadt Basel mit einem Combino für sich. Da die Bahnen beider Städte unterschiedliche Spurweiten aufweisen, lieh man ein Potsdamer Fahrzeug aus, das optisch zu einem Tram der Basler Verkehrs-Betriebe umgestaltet wurde.
Im September 2004 verkehrte ein Triebwagen des Typs Ultra Low Floor (ULF) der Wiener Straßenbahn auf Berliner Gleisen. Tests mit einem Incentro aus Nantes im Frühjahr 2005 führten zur Bestellung von zunächst 99 modifizierten und als „Flexity Berlin“ bezeichneten Fahrzeugen dieser Bauart.

## Fahrgastzahlen
Die Fahrgastzahlen der Berliner Straßenbahn sind in den 2010er Jahren ähnlich wie bei den anderen Verkehrsträgern S-Bahn und U-Bahn kontinuierlich gestiegen. Ab 2020 gab es einen Rückgang, der durch die COVID-19-Pandemie bedingt war. Im Jahr 2023 wurden die Vor-Pandemiewerte wieder annähernd erreicht.
| Jahr | Fahrgäste Berliner Straßenbahn |
| ---- | ------------------------------ |
| 2014 | 181 Mio.                       |
| 2015 | 187 Mio.                       |
| 2016 | 194 Mio.                       |
| 2017 | 197 Mio.                       |
| 2018 | 204 Mio.                       |
| 2019 | 208 Mio.                       |
| 2020 | 139 Mio.                       |
| 2021 | 132 Mio.                       |
| 2022 | 177 Mio.                       |
| 2023 | 201 Mio.                       |